# فاس
فاس هي ثاني أكبر مدن المغرب بعد الدار البيضاء بعدد سكان يبلغ 1,119,072 نسمة وذلك بحسب تعداد عام 2014 وأكبر مدينة في جهة فاس مكناس تأسست مدينة فاس 182 هجري/ 4 يناير 789، على يد إدريس الثاني الذي جعلها عاصمة الدولة الإدريسية بالمغرب، حيث احتفلت المدينة سنة 2008 بعيد ميلادها ال1200. وتنقسم فاس إلى 3 أقسام، فاس البالي وهي المدينة القديمة بنيت في قرن 8 الميلادي، وفاس الجديد وقد بنيت في القرن الثالث عشر الميلادي، والمدينة الحديثة التي تم بنائها إبان فترة الاستعمار الفرنسي. بفضل مكانتها التاريخية، والسياحية أضحت فاس من بين المدن الدائمة التواجد في تصنيفات أفضل المدن السياحية الواجب زيارتها وفق المواقع العالمية المتخصصة في السياحة والأسفار.
تأسست مدينة فاس إبان حكم الأدارسة خلال القرنين الثامن والتاسع الميلاديين، وكانت تتألف في البداية من مستوطنتين مستقلتين ومتنافستين. أعطت الموجات المتعاقبة من المهاجرين المسلمين بشكل رئيسي من إفريقية (تونس) والأندلس (إسبانيا/البرتغال) في أوائل القرن التاسع للمدينة الناشئة طابعها الإسلامي. بعد سقوط الأسرة الإدريسية، جاءت إمبراطوريات أخرى وذهبت حتى القرن الحادي عشر عندما قام السلطان المرابطي يوسف بن تاشفين بتوحيد المستوطنتين في ما يعرف اليوم بحي فاس البالي (فاس القديمة). في ظل حكم المرابطين، اكتسبت المدينة سمعة طيبة في مجال العلوم الدينية والنشاط التجاري.
وصلت فاس إلى ذروتها في فترة الدولة المرينية (القرنين الثالث عشر والخامس عشر)، واستعادت مكانتها كعاصمة سياسية. تم بناء العديد من المدارس والمساجد الجديدة، ولا يزال الكثير منها قائمًا حتى اليوم، بينما تم ترميم المباني الأخرى. تُعتبر هذه المباني من بين السمات المميزة للطرز المعمارية المغربية. في عام 1276، أسس السلطان المريني أبو يوسف يعقوب المنصور أيضًا المنطقة الإدارية الملكية لفاس الجديد (فاس الجديدة)، حيث لا يزال القصر الملكي (دار المخزن) موجودًا حتى اليوم، وأضيفت إليه حدائق واسعة لاحقًا. خلال هذه الفترة، زاد عدد السكان اليهود في المدينة وتم تشكيل «الملاح» (الحي اليهودي) على الجانب الجنوبي من هذه المنطقة الجديدة. بعد الإطاحة بالسلالة المرينية، توقف نمو فاس وتنافست المدينة بعد ذلك مع مراكش على النفوذ السياسي والثقافي. وأصبحت العاصمة مرة أخرى في عهد السلالة العلوية حتى عام 1912.
تتكون المدينة من حيين من المدينة العتيقة، وفاس البالي، وفاس الجديد ومنطقة المدينة الحديثة الأكبر حجمًا والتي تأسست خلال حقبة الاستعمار الفرنسي. تم إدراج مدينة فاس كموقع تراث عالمي وهي واحدة من أكبر وأقدم مناطق المشاة الحضرية في العالم (مناطق خالية من السيارات). تحتوي على جامعة القرويين التي تأسست عام 857 وهي أقدم مؤسسة للتعليم العالي تعمل حتى الآن في العالم. كما تحتوي أيضًا على مدبغة شوارة التي يعود تاريخها إلى القرن الحادي عشر، وهي إحدى أقدم المدابغ في العالم.

## التأسيس

ابتداء من سنة 805 م، شرع المولى ادريس بالبحث عن الأرض المناسبة لبناء مدينة يسكنها هو وخاصته وجنوده ووجوه أهل دولته بعد ان ضاقت بهم مدينة وليلي، فوقع اختياره على أرض بالقرب من جبل زلاغ وشرع في بناء سور لكن سيلا ضرب المنطقة وذهب بالسور والجدران وهلك من قومه الكثير، فتراجع المولى عن مشروعه.
في السنة الموالية خطر ببال المولى إدريس أن يؤسس المدينة على ضفاف نهر سبو جنوب شرق الموقع الحالي للمدينة لكنه خشي فيضان النهر، أرسل بعدها وزيره عمير بن مصعب للبحث عن موقع مناسب بجانب النهر، حتى وصل للموقع الحالي للمدينة بسهل سايس فوجد قبائل من زناته يسكنونها يعرفون بزواغة وينقسمون لقسمين بنو الخير وبني يرغش، رجع بعدها إلى إدريس يعلمه بما وقع عليه من أرض، فأعجبه ما رآه من ذلك وسأل عن مالك الأرض فقيل له قوم من زواغة يعرفون ببني خير فقال المولى إدريس: «هذا فأل حسن !» فبعث إليهم واشترى منهم مواضع المدينة بستة آلاف درهم. وقيل أنه اشترى موضع عدوة الأندلس من بنو يرغش بألفي وخمسة مئة درهم، واشترى موضع عدوة القرويين بعدها بثلات آلاف وخمسة مئة درهم من بنو الخير.
أقام بعدها المولى عسكره على الضفة اليمنى للنهر في مكان كان ولا يزال يسمى بݣرواوة وأحاطه بسياج من خشب وقصب، ثم شيٌد سورا حول المدينة وبنى جامع الأشياخ ثم عبر للضفة اليسرى للنهر وبنى سوراً آخر وجامع الأشراف ثم شيّد في المكان الذي كان يسكنه أثناء بناء المدينة قصرا اتخده دار مقام له أطلق عليه اسم دار القيطون. فكان تأسيس الإمام ادريس للمدينة يوم الخميس 4 يناير سنة 808 م، حيث أسس عدوة الأندلس. وبعدها بسنة أسس عدوة القرويين سنة 22 يناير 809 م.

## التاريخ
تشكل مدينة فاس جزءا أساسيا من التراث الوطني المغربي ويعود تاريخ مدينة فاس إلى القرن الثاني الهجري، عندما قام إدريس بن عبد الله مؤسس دولة الأدارسة عام 172 هـ الموافق لعام 789 م ببناء مدينة على الضفة اليمنى لنهر فاس. وفد إلى مدينة فاس عشرات العائلات العربية من القرويين ليقيموا أول الأحياء في المدينة والذي عرف باسم عدوة القرويين. كما وفد إليها الأندلسيون الذين أرغموا على الهجرة من الأندلس ليكونوا حي عدوة الأندلسيين. وكان هناك حي خاص لليهود وهو حي الملاح. بعد وفاة إدريس الأول بعشرين سنة أسس ابنه إدريس الثاني المدينة الثانية على الضفة اليسرى من النهر. وقد ظلت المدينة مقسمة هكذا إلى أن دخلها المرابطون فأمر يوسف بن تاشفين بتوحيدهما وجعلهما مدينة واحدة، فصارت القاعدة الحربية الرئيسية في شمال المغرب للدول المتتالية التي حكمت المنطقة، بالإضافة لكونها مركزا دينيا وعلميا في شمال أفريقيا وأسست فيها جامعة القرويين عام 859م التي كانت مقصد الطلاب من جميع أنحاء العالم الإسلامي وأوروبا. جامعة القرويين هي أقدم جامعة في العالم.
كانت مدينة فاس أحد ركائز الصراع بين الأمويين في الأندلس والفاطميين الذين حكموا (مصر وليبيا وتونس). وظلت المدينة تحت سيطرة الأمويين في الأندلس لمدة تزيد على الثلاثين عاما وتمتعت خلال تلك المدة بالازدهار الكبير. وعندما سقطت الخلافة الأموية بقرطبة وقعت مدينة فاس تحت سيطرة أمراء زناتة الحكام المحليين للمغرب في تلك الفترة، سيطر بعدها المرابطون على المدينة، وتلاهم الموحدون الذين حاصروا المدينة تسعة أشهر ودخلوها في عام 1143 م. قام بنو مرين بالسيطرة على المدينة بعد سقوط دولة الموحدين واتخذوها مركزا لهم بدلا من مراكش، وأنشؤوا مدينة ملكية وإدارية جديدة عرفت بالمدينة البيضاء. في عهد المرينيين عرفت مدينة فاس عصرها الذهبي، إذ قام أبو يوسف يعقوب المنصور ببناء فاس الجديدة سنة 1276 م وحصنها بسور وخصها بمسجد كبير وبأحياء سكنية وقصور وحدائق.
وأصبحت مركزا للدولة العلوية في المغرب في 1649 م، وبقيت مركزا تجاريا هاما في شمال أفريقيا. ظلت المدينة المصدر الوحيد للطربوش الفاسي حتى القرن التاسع عشر الميلادي، عندما بدأ يصنع في كل من تركيا وفرنسا.
في التاريخ الحديث أي منذ عهد المولى الحسن الأول (1872-1894م)، بدأت الوسائل الحديثة بالدخول إلى المدينة فزودت بالطرق الإسفلتية وبخطوط الكهرباء والهاتف، وكانت فاس عاصمة للمملكة المغربية حتى عام 1912 م (فترة الاحتلال الفرنسي والتي استمرت حتى 1956 م) وتم فيها تحويل العاصمة إلى مدينة الرباط. هاجر العديد من سكان فاس إلى المدن الأخرى وخاصة يهود المدينة، إذ أفرغ حي الملاح تماما من ساكنيه، وكان لهجرة السكان من المدينة أثرا اقتصاديا سيئا على هذه الأخيرة.

## التسمية
يذكر كتاب وصف أفريقيا لليون الإفريقي أنه عثر على كمية من الذهب تحمل اسم فاس بالعربية، في أول يوم شُرع في حفر الأرض لإرساء الأسس لبناء المدينة ومن هنا جاءت تسمية فاس. وهناك روايات أخرى على أن المكان الذي أُسِّست فيه المدينة كان يحمل اسم فاس بسبب النهر الذي يخترقها، إذ أن ٳسم النهر باللغة الأمازيغية هو «سف» وأن هذه الكلمة قد حرفت لفاس. ومشهور بين المؤرخين مثل ابن أبي زرع في كتابه روض القرطاس وعلي الجزنائي في كتاب زهرت الآس وغيرهم، بأنه عُثر على فأس أثناء حفر أساس المدينة ومنه جأت تسمية فاس. كما يذكر ابن خلدون أن فاس هو اسم جد قبائل مديونة ومغيلة ومطماطة.
وهناك فرضيات أخرى حول أصل تسمية المدينة بحيث يقول البعض أنها كلمة محرفة من «أيفاس» باللغة الأمازيغية أي اليمين باللغة العربية، بحيث أن المدينة توجد على الضفة اليمنى من النهر. ويقول آخرون إنها تحريف لنطق «فزاز» وهو اسم جبال الأطلس التي تحيط بالمدينة.

## أبرز معالم مدينة فاس

### أبواب مدينة فاس

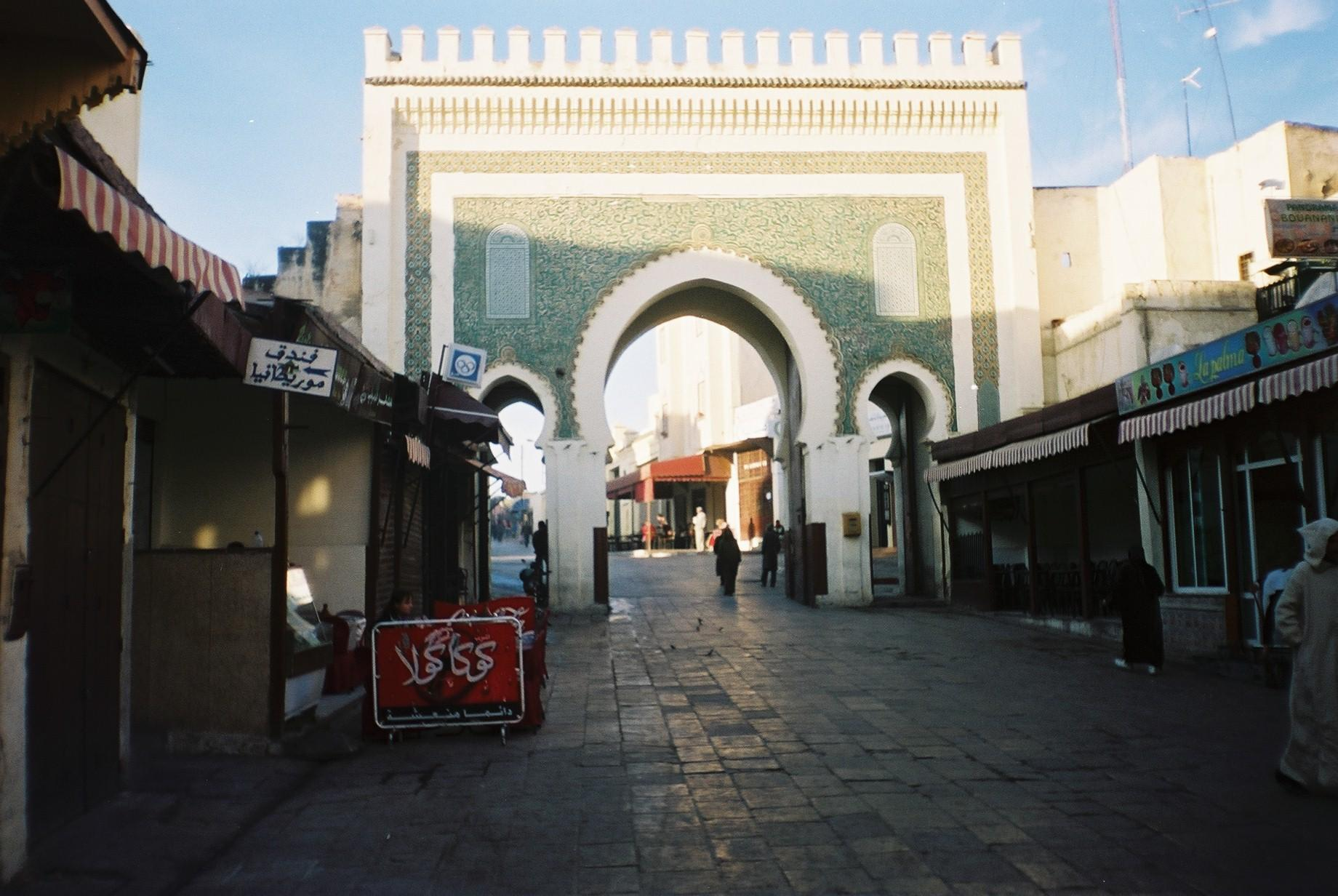
باب أبي الجنود

من بين أبواب مدينة فاس يمكن أن نذكر باب الفتوح، باب الخوخة، باب المحروق، باب الحديد، باب الدكاكين، باب المكينة، باب أبي الجنود، باب البرجة، باب السمارين، باب جبالة، باب الكيسة، باب سيدي بوجيدة، باب شمس، باب زيات.
للإشعاع الكبير للمدينة الحضاري والعلمي، فقد كان يراد للمدن الجديدة التي كان يبنيها المغاربة أن تكون مثل مدينة فاس، ومن أبرز هذه المدن مدينة القاهرة المصرية التي حملت أبوابها أسماء أربعة أبواب قديمة لفاس ولها جامعة الأزهر كما أن لفاس جامعة القرويين.

### مسجد القرويين
يعد مسجد القرويين من أشهر المساجد بالمغرب، بني سنة 857م من طرف فاطمة الفهرية، وقد أضيفت إليه الصومعة من طرف الأمراء الزناتيين سنة 956م. يعود معظم تصميم المسجد إلى الفترة المرابطية (القرن 12م) التي شهدت أيضا بناء القباب الجبسية المنتشرة بالبلاط المحوري لقاعة الصلاة (وضع المنبر). في حين شهد المسجد عدة إضافات في الفترات الموالية خاصة خزانة الجامع وبيت الوضوء، ويعد أيضا جامع القرويين أول جامعة في التاريخ.

### مسجد الأندلسيين
بني هذا المسجد سنة 859-860م من طرف مريم أخت فاطمة الفهرية، لكن تصميمه الحالي يعود في مجمله إلى فترة حكم الناصر الموحدي. وقد عرف إضافة نافورة ماء وخزانة في العهد المريني. خلال الفترة العلوية قام السلطان المولى إسماعيل بعدة إصلاحات.

### أسوار فاس البالي
```
تعود الأسوار المحيطة بفاس البالي إلى فترة حكم الناصر الموحدي (1199-1213م). لكن الأبواب التي تخترقها تحمل أغلبها أسماء تعود إلى فترة حكم الأدارسة والزناتيين (باب الفتوح، باب الكنيسة، باب الحمرة، 
باب بوجلود
، 
باب الحديد
).
```

### المدرسة البوعنانية
تعد هذه المدرسة التي أسسها السلطان أبو عنان المريني ما بين 1350-1355، من أشهر مدارس فاس والمغرب فبالإضافة إلى دورها كمؤسسة لتعليم وإقامة الطلبة، كانت تقام فيها صلاة الجمعة. وهي تتوفر على صومعة جميلة البناء والزخرفة إضافة إلى ساعة مائية (مكانة) تقنية تشغيلها مجهولة.

### مدرسة العطارين
تعد مدرسة العطارين، الواقعة شمال جامع القرويين في فاس، من أجمل المدارس المغربية على رغم صغر مساحتها، بسبب زخارفها البديعة التي تجعل منها تحفة عمرانية نادرة. أمر بتشييدها السلطان المريني أبو سعيد عثمان ما بين 123م. ويقال أنه أشرف شخصيا على تأسيسها في البداية. وتتألف هذه المدرسة من صحن مكشوف فيه حوض ماء، تحيط به قاعة للصلاة مربعة الشكل وصالات معدة لاستقبال الطلاب والأساتذة. وتختصر زخرفة الجدران التي تحف بالصحن المكشوف جميع التقنيات التي اعتمدها فنانو المغرب في تزيين صروحهم، وقد أظهروا براعة كبيرة في التعاطي مع المواد المختلفة وأهمها الخشب والحجر والفسيفساء الخزفية المعروفة بالزليج، والجفصين...

### البرج الشمالي
بني هذا الحصن الذي يتواجد شمال فاس البالي سنة 1582م من طرف السعديين. ويستمد تصميمه من القلاع البرتغالية التي تعود إلى القرن 16م. وهو يحتضن حاليا متحف الأسلحة.

### فندق وسقاية النجارين
تعود هاتان المعلمتان اللتان تطلان على ساحة النجارين إلى القرن 18م. وتشهد هندستهما وزخارفهما على الأسلوب الجديد الذي ميّز الهندسة المعمارية الفاسية مع بداية الفترة العلوية. في سنة 1997م احتضن فندق النجارين متحف فنون الخشب.

### دار البطحاء
بُني هذا القصر الذي هو عبارة عن إقامة صيفية معدة للاستقبالات الملكية، من طرف السلطان مولاي عبد العزيز سنة 1897 وقد تم تحويله سنة 1915 إلى متحف جهوي للفنون والعادات.

## الجغرافيا

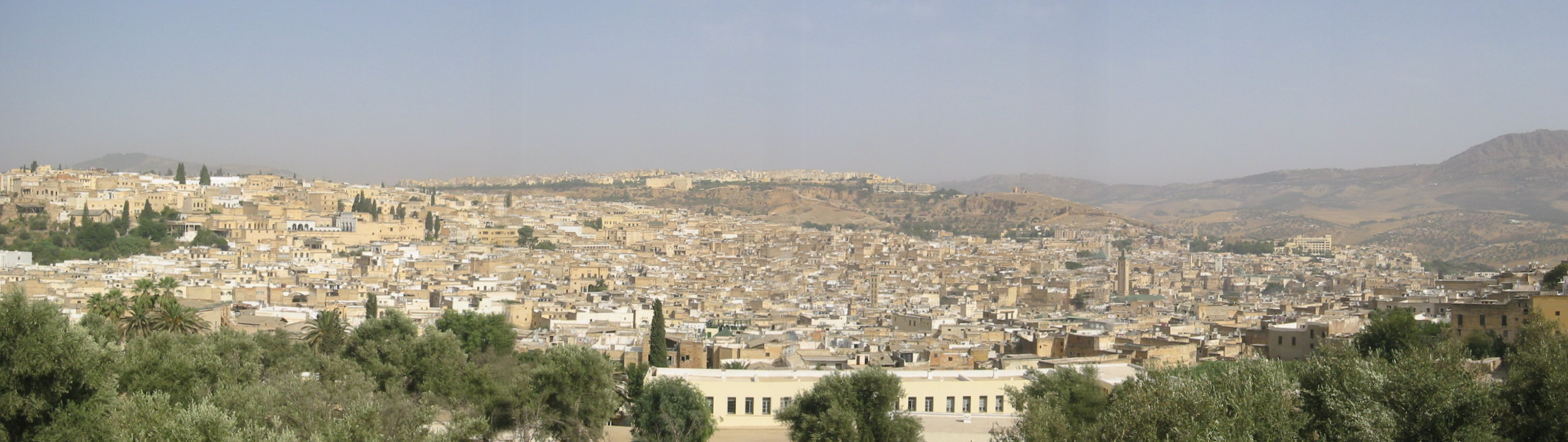
منظر شامل عريض لمدينة فاس

تقع مدينة فاس في شمال وسط المملكة المغربية. تشغل الطرق السهلة التي تصل بين ساحل المغرب المطل على المحيط الأطلسي ووسطه، ويطل عليها جبل ثغات وجبل زلاغ. يبلغ عدد سكانها أكثر عن 1.9 مليون نسمة.

### موقع المدينة
لموقع فاس ميزة ذات أهمية في المغرب، وهي غزارة مياهها حيث تمتص الطبقات الكلسية في الأطلس المتوسط لتكون منطقة من المياه الجوفية تتفجر منها في سهل يسمى سهل سايس ينابيع كثيرة تتجمع وتتحد لتغذي نهر فاس أو على الأصح أنهار فاس، يضاف إلى ذلك الينابيع التي تتفجر من العدوات الشديدة الانحدار التي حفرها نهر فاس مسيلا له. وتمتد بمدينة فاس قنوات المياه مثل الشرايين لتصل إلى كل مسجد ومدرسة وبيت، وتتفجر فيها عيون نهر سبو وروافده. وهو ما جعل المدينة ذات موقع إستراتيجي واستطاعت أن تصمد تحت الحصارات المتتالية عبر التاريخ. وتقع مدينة فاس في وادٍ خصيب وكأنها واسطة العقد بين التلال المحيطة بها من كل الجهات. ويوجد قرب المدينة الغابات التي تتوفر فيها أشجار البلوط والأرز والتي يستخرج منها أخشاب عالية الجودة، وتحيط بها أراضٍ كثيرة صالحة لكافة أنواع الزراعة حيث تنمو الحبوب والكروم والزيتون وأنواع عديدة من أشجار الفاكهة. ولكثرة بساتين البرتقال والتين والرمان والزيتون بصورة خاصة تبدو المدينة زمردية اللون محاطة بعقود من الحدائق والبساتين وبجبال خضراء داكنة متوجة بشجر الأرز والصبير وزهر عود السند. ومن الارتفاعات العالية يبدو اللون الأخضر هو الغالب على كل الألوان بينما تتخلله نقاط بيضاء ما هي إلا الخراف والماعز والأبقار التي تنتشر في المراعي.

## السكان

### التطور الديموغرافي[35]
| تطور النمو الديموغرافي فاس بين 1971 و 2004 |         |           |           |
| 1971                                       | 1982    | 1994      | 2004      |
| 352,371                                    | 448,823 | 1,072,184 | 1,746,815 |
|                                            |         |           |           |

### النقل الحضري
بخلاف القرن الماضي، ظلت مدينة التاريخية لفاس ول1100 سنة مدينة بدائية ذات كثافة سكانية عالية داخل مدينتها العتيقة (فاس البالي). بدروبها الضيقة والمتشعبة ظلت المدينة رغم إنارة دروبها دون أي نظام عمومي للنقل داخل أسوارها. منذ سنة 1913 بعد استيلاء المستعمر الفرنسي على المغرب وبالتالي على المدينة، تم تشييد مدينة حديثة تحيط بالمدينة العتيقة وأطلق عليها اسم لافيل نوفيل (بالفرنسية: Ville nouvelle). بوجود المدينة الحديثة أقامت الحامية الفرنسية نظاما عموميا للنقل الحضري بهذا الجزء من المدينة بتسعة خطوط في البداية[بحاجة لدقة أكثر]ليرتفع مع مرور السنوات. إضافة إلى اعتماد سيارات الأجرة حمراء اللون. في عام 2015 قدر المؤتمر اليهودي العالمي أعداد اليهود في فاس بحوالي 150 شخص.

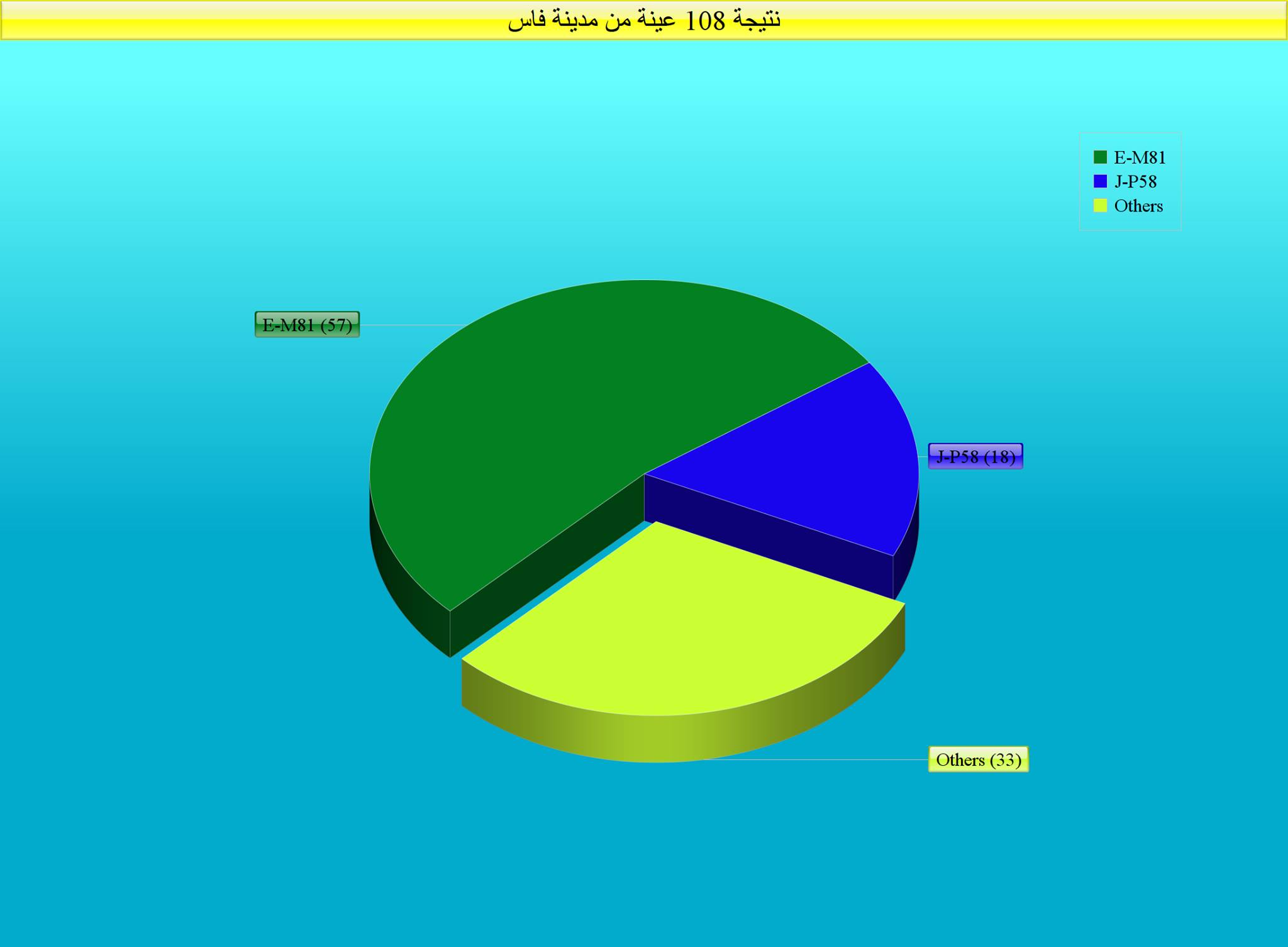
تحورات ساكنة فاس حسب الدراسة

### دراسات علمية
في دراسة علمية بعنوان "From Arabia to Iberia: A Y chromosome perspective" نُشرت عام 2015، تم التحقيق في تدفق الجينات البشرية بين شمال إفريقيا وشبه الجزيرة الأيبيرية من خلال تحليل مجموعة من العلامات الجينية على الصبغي Y. شملت الدراسة فحص 108 عينات من مدينة فاس، لمتبرعين تعود أصولهم إلى المدينة لأكثر من جيلين لتأكيد الأصول المحلية. تم تحديد التحورين J-P58 وE-M81 لتمثيل الهجرات من شبه الجزيرة العربية والتواجد البربري على التوالي.
أظهرت النتائج أن غالبية المتبرعين كانوا إيجابيين للتحور البربري E-M81 الخاص بالشعوب الأمازيغية، بنسبة تصل إلى 53% (57 عينة من أصل 108). بينما كانت نسبة التحور J-P58، الممثل للهجرات العربية، 17% (18 عينة من أصل 108)، فيما كان 30% من المتبرعين يحملون تحورات جينية أخرى.

## المناخ
تتميز فاس الواقعة بالقرب من جبال الأطلس بمناخها المتوسطي والذي يترافق مع تأثير مناخي قاري قوي، حيث يتبدل المناخ من درجات حرارة باردة نسبيا وطقس ممطر خلال فصل الشتاء ليصبح المناخ جافا وحارا خلال أشهر فصل الصيف من شهر يونيو حتى سبتمبر. قد يصل معدل الهطولات المطرية إلى 800 مـم (31 بوصة) في السنوات الجيدة. قد تبلغ أعالي درجات الحرارة شتاءً في العادة حوالي 15 °م (59 °ف) في الفترة الممتدة من شهر ديسمبر حتى يناير. وحدوث الصقيع شائع خلال فترة فصل الشتاء في المدينة. بلغت أعلى درجة حرارة جرى تسجيلها في المدينة على الإطلاق 46.7 °م (116 °ف)، أما أخفض درجة حرارة جرى تسجيلها على الإطلاق في المدينة فبلغت −8.2 °م (17 °ف) (انظر إلى جدول البيانات في الأسفل). يتشابه مناخ فاس كثيراً مع مناخ مدينتي قرطبة وإشبيلية في إسبانيا. تحدث هطولات ثلجية في المدينة بالمتوسط مرة واحدة في كل ثلاثة أو أربع أو ثلاث سنوات. سجلت فاس حدوث هطولات ثلجية لثلاثة سنوات متتالية في أعوام 2005 و2006 و2007.
| البيانات المناخية لـفاس                                         | البيانات المناخية لـفاس | البيانات المناخية لـفاس | البيانات المناخية لـفاس | البيانات المناخية لـفاس | البيانات المناخية لـفاس | البيانات المناخية لـفاس | البيانات المناخية لـفاس | البيانات المناخية لـفاس | البيانات المناخية لـفاس | البيانات المناخية لـفاس | البيانات المناخية لـفاس | البيانات المناخية لـفاس | البيانات المناخية لـفاس |
| الشهر                                                           | يناير                   | فبراير                  | مارس                    | أبريل                   | مايو                    | يونيو                   | يوليو                   | أغسطس                   | سبتمبر                  | أكتوبر                  | نوفمبر                  | ديسمبر                  | المعدل السنوي           |
| --------------------------------------------------------------- | ----------------------- | ----------------------- | ----------------------- | ----------------------- | ----------------------- | ----------------------- | ----------------------- | ----------------------- | ----------------------- | ----------------------- | ----------------------- | ----------------------- | ----------------------- |
| الدرجة القصوى °م (°ف)                                           | 25.0 (77.0)             | 30.5 (86.9)             | 33.3 (91.9)             | 37.0 (98.6)             | 40.8 (105.4)            | 44.0 (111.2)            | 46.7 (116.1)            | 44.4 (111.9)            | 41.7 (107.1)            | 37.5 (99.5)             | 31.2 (88.2)             | 27.0 (80.6)             | 46.7 (116.1)            |
| متوسط درجة الحرارة الكبرى °م (°ف)                               | 15.1 (59.2)             | 16.5 (61.7)             | 18.3 (64.9)             | 19.7 (67.5)             | 23.9 (75.0)             | 28.5 (83.3)             | 33.9 (93.0)             | 33.8 (92.8)             | 30.4 (86.7)             | 24.7 (76.5)             | 19.3 (66.7)             | 15.7 (60.3)             | 23.3 (73.9)             |
| المتوسط اليومي °م (°ف)                                          | 9.4 (48.9)              | 10.8 (51.4)             | 12.1 (53.8)             | 13.7 (56.7)             | 17.1 (62.8)             | 21.0 (69.8)             | 25.3 (77.5)             | 25.4 (77.7)             | 22.7 (72.9)             | 18.1 (64.6)             | 13.5 (56.3)             | 10.1 (50.2)             | 16.6 (61.9)             |
| متوسط درجة الحرارة الصغرى °م (°ف)                               | 3.7 (38.7)              | 5.0 (41.0)              | 5.9 (42.6)              | 7.6 (45.7)              | 10.2 (50.4)             | 13.4 (56.1)             | 16.7 (62.1)             | 17.0 (62.6)             | 15.0 (59.0)             | 11.4 (52.5)             | 7.7 (45.9)              | 4.6 (40.3)              | 9.8 (49.6)              |
| أدنى درجة حرارة °م (°ف)                                         | −8.2 (17.2)             | −4.9 (23.2)             | −2.5 (27.5)             | −0.5 (31.1)             | 0.0 (32.0)              | 4.9 (40.8)              | 8.5 (47.3)              | 9.2 (48.6)              | 5.9 (42.6)              | 0.0 (32.0)              | −1.4 (29.5)             | −5.0 (23.0)             | −8.2 (17.2)             |
| معدل هطول الأمطار مم (إنش)                                      | 72.2 (2.84)             | 100.4 (3.95)            | 93.6 (3.69)             | 87.7 (3.45)             | 53.0 (2.09)             | 24.4 (0.96)             | 3.0 (0.12)              | 3.6 (0.14)              | 17.0 (0.67)             | 62.3 (2.45)             | 89.1 (3.51)             | 85.2 (3.35)             | 691.5 (27.22)           |
| متوسط الأيام الممطرة                                            | 12.1                    | 13.2                    | 13.5                    | 13.5                    | 10.2                    | 5.3                     | 1.6                     | 1.8                     | 4.7                     | 9.1                     | 12.7                    | 12.1                    | 109.8                   |
| متوسط الأيام المثلجة                                            | 0.2                     | 0.0                     | 0.0                     | 0.0                     | 0.0                     | 0.0                     | 0.0                     | 0.0                     | 0.0                     | 0.0                     | 0.0                     | 0.0                     | 0.2                     |
| ساعات سطوع الشمس اليومية                                        | 6                       | 6                       | 7                       | 8                       | 9                       | 10                      | 11                      | 10                      | 9                       | 7                       | 6                       | 6                       | 8                       |
| نسبة وصول أشعة الشمس                                            | 60                      | 55                      | 58                      | 62                      | 64                      | 71                      | 79                      | 77                      | 75                      | 64                      | 60                      | 60                      | 65                      |
| المصدر #1: مرصد هونغ كونغ                                       |                         |                         |                         |                         |                         |                         |                         |                         |                         |                         |                         |                         |                         |
| المصدر #2: Meoweather.com, Voodoo skies for extremes أطلس الطقس |                         |                         |                         |                         |                         |                         |                         |                         |                         |                         |                         |                         |                         |

| البيانات المناخية لمدينة فاس    | البيانات المناخية لمدينة فاس | البيانات المناخية لمدينة فاس | البيانات المناخية لمدينة فاس | البيانات المناخية لمدينة فاس | البيانات المناخية لمدينة فاس | البيانات المناخية لمدينة فاس | البيانات المناخية لمدينة فاس | البيانات المناخية لمدينة فاس | البيانات المناخية لمدينة فاس | البيانات المناخية لمدينة فاس | البيانات المناخية لمدينة فاس | البيانات المناخية لمدينة فاس | البيانات المناخية لمدينة فاس |
| الشهر                           | يناير                        | فبراير                       | مارس                         | أبريل                        | مايو                         | يونيو                        | يوليو                        | أغسطس                        | سبتمبر                       | أكتوبر                       | نوفمبر                       | ديسمبر                       | السنة                        |
| ------------------------------- | ---------------------------- | ---------------------------- | ---------------------------- | ---------------------------- | ---------------------------- | ---------------------------- | ---------------------------- | ---------------------------- | ---------------------------- | ---------------------------- | ---------------------------- | ---------------------------- | ---------------------------- |
| متوسط ساعات النهار اليومية      | 10.0                         | 11.0                         | 12.0                         | 13.0                         | 14.0                         | 14.0                         | 14.0                         | 13.0                         | 12.0                         | 11.0                         | 10.0                         | 10.0                         | 12.0                         |
| متوسط مؤشر الأشعة فوق البنفسجية | 3                            | 4                            | 6                            | 8                            | 9                            | 10                           | 11                           | 10                           | 8                            | 6                            | 4                            | 3                            | 6.8                          |
| الصمدر: أطلس الطقس              |                              |                              |                              |                              |                              |                              |                              |                              |                              |                              |                              |                              |                              |

## التقسيم الإداري

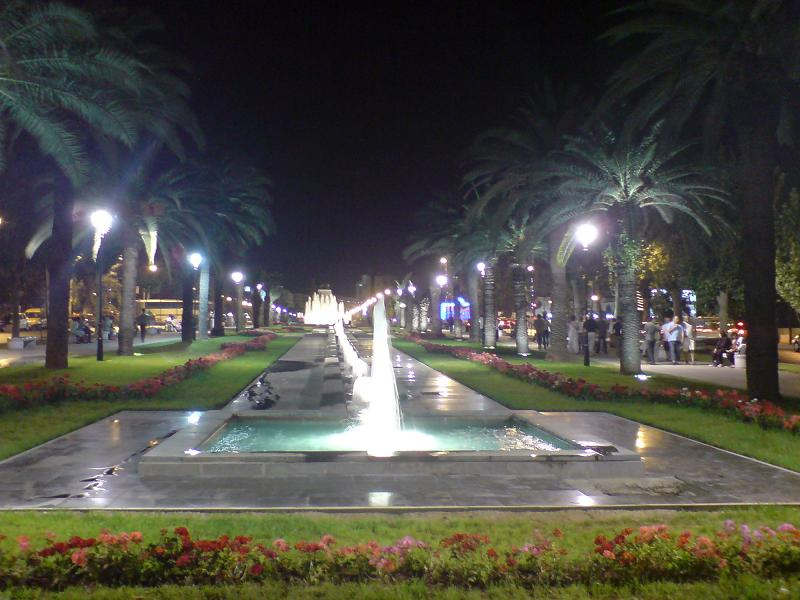
شارع الحسن الثاني لمدينة فاس

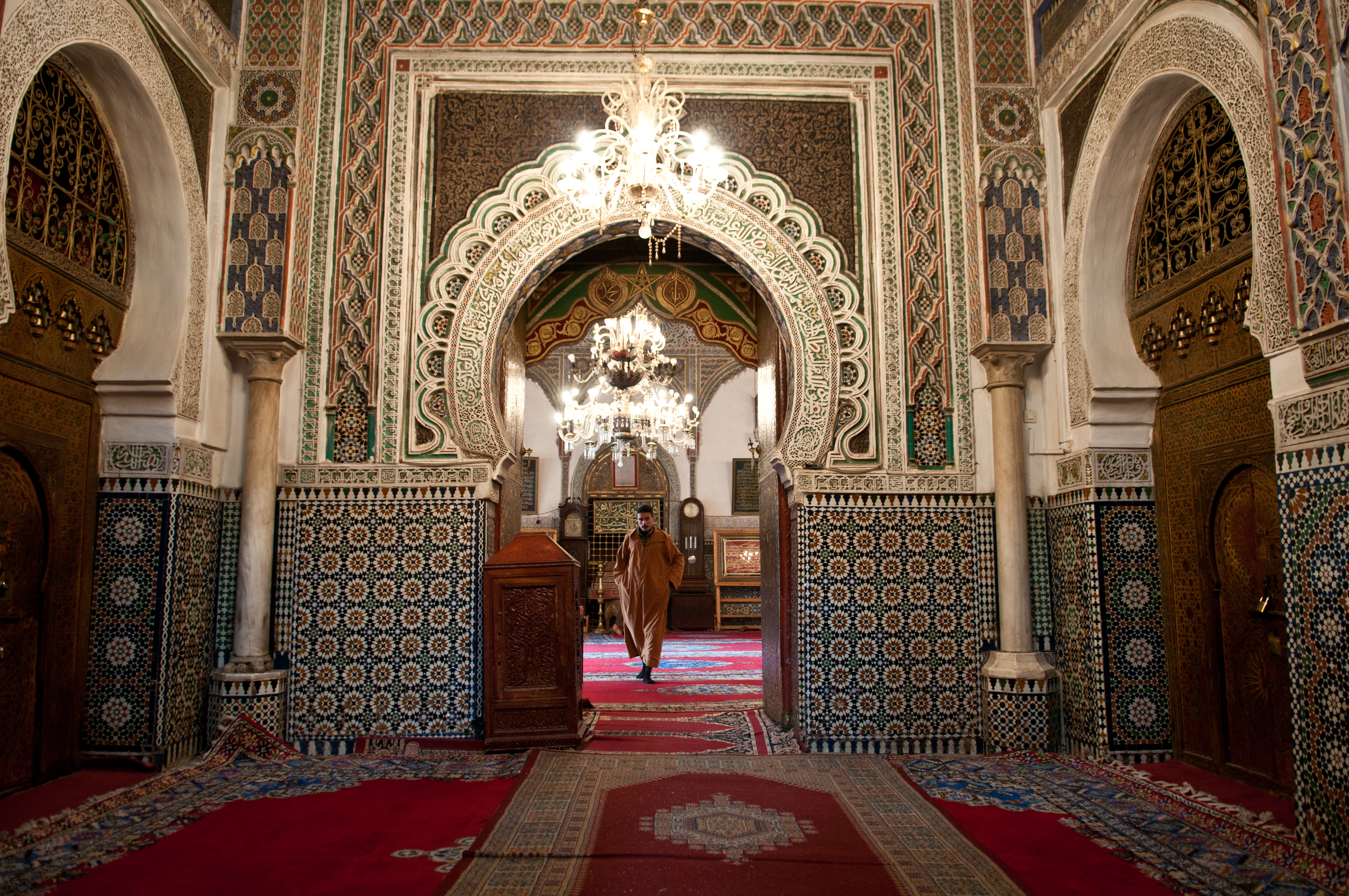
داخل مسجد إدريس بن عبد الله

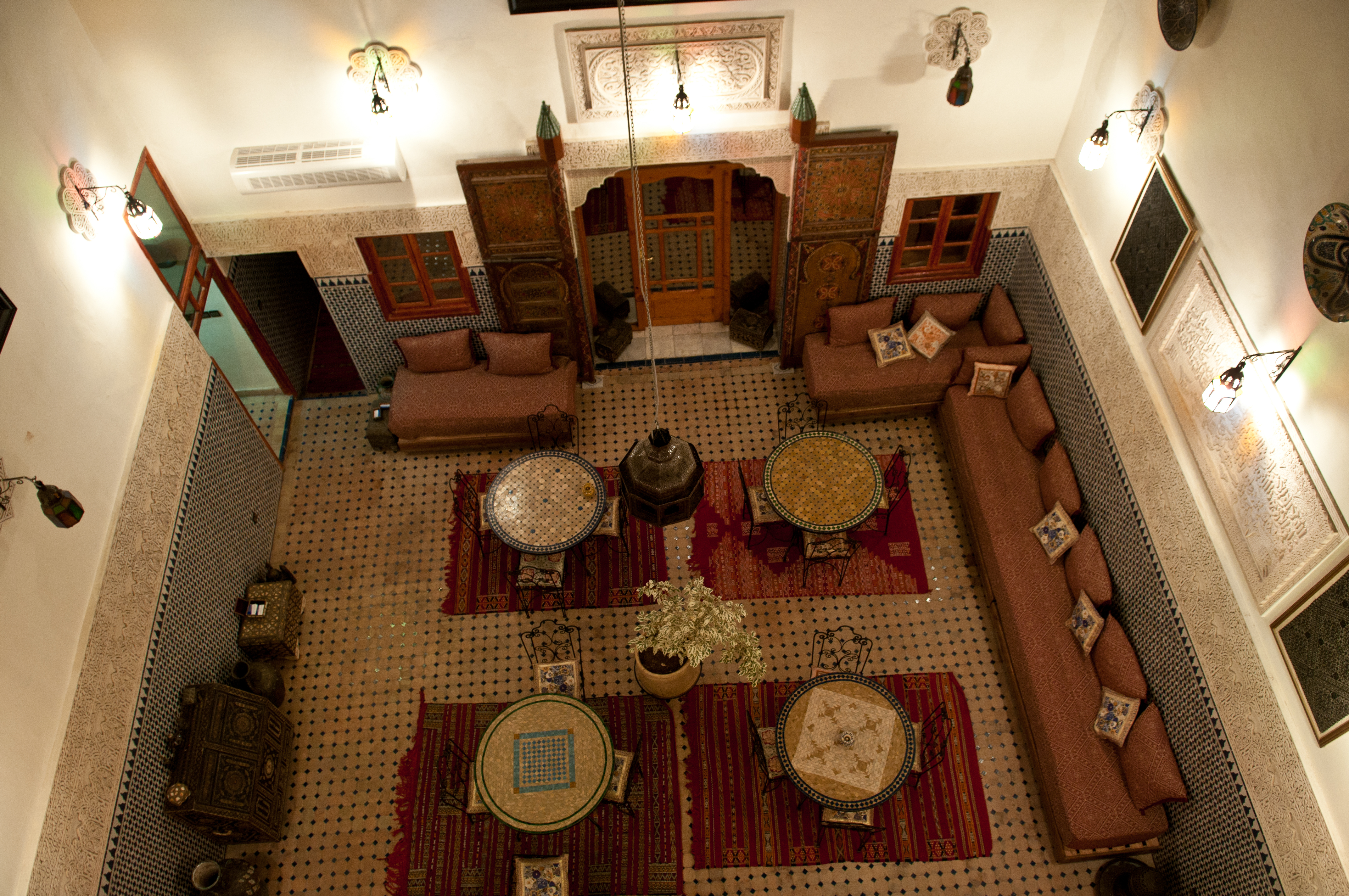
نزل رياض فاس

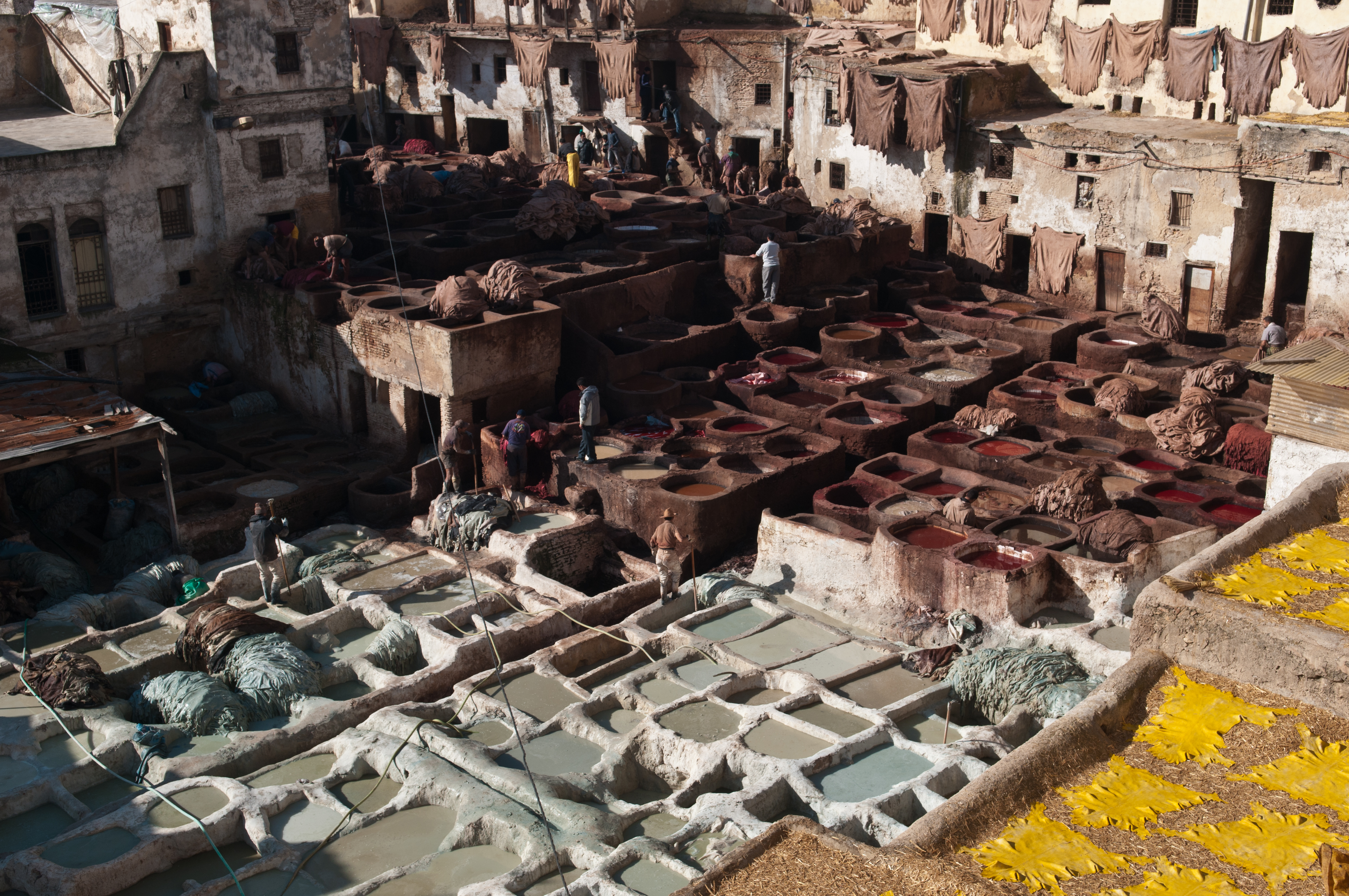
صناعة وصبغ الجلود في فاس

حسب التقسيم الإداري الذي حدده الميثاق الجماعي الجديد في موضوع وحدة المدينة، وبعدما كانت مدينة فاس تضم ثلاث عمالات وست جماعات حضرية، أصبحت فاس عمالة واحدة وجماعة حضرية واحدة تضم ست مقاطعات، أما جماعة المشور فاس الجديد فلها نظام خاص:
- مقاطعة فاس المدينة
  - عدد السكان: 91.473 سنة 2004
- مقاطعة جنان الورد
  - عدد السكان: 174.226 سنة 2004
- مقاطعة المرينيين
  - عدد السكان: 191.093 سنة 2004
- مقاطعة سايس
  - عدد السكان: 156.590 سنة 2004
  - المساحة الإجمالية: 18,90 كلم²
  - نسبة التمدرس: الذكور %؟؟؟؟ الإناث %؟؟؟؟
- مقاطعة زواغة
  - عدد السكان: 163.291 سنة 2004
- مقاطعة أكدال
  - عدد السكان: 144.064 سنة 2004
  - المساحة الإجمالية: 98، 20 كلم²
  - نسبة التمدرس: الذكور %93,13 الإناث %77,33

## الشبكة البريدية والتقسيم البريدي لمدينة فاس
| فاس المدينة العتيقة | الرمز البريدي | فاس جديد - دار دبيبغ | الرمز البريدي |
| ------------------- | ------------- | -------------------- | ------------- |
| عين قنصرة           | 30222         | فاس الأدارسة         | 30002         |
| فاس البطحاء         | 30200         | فاس الأطلس           | 30003         |
| فاس القرويين        | 30202         | فاس الدكارات         | 30004         |
| فاس الفخَارين        | 30203         | فاس جديد             | 30005         |
| فاس الجنانات        | 30204         | فاس وسط المدينة      | 30000         |
| سيدي حرازم          | سيدي حرازم    | فاس سيدي إبراهيم     | 30006         |
|                     |               | فاس الزهور           | 30007         |
|                     |               | سايس                 | 30022         |
|                     |               | اولاد طيب            | 30023         |

## السياحة

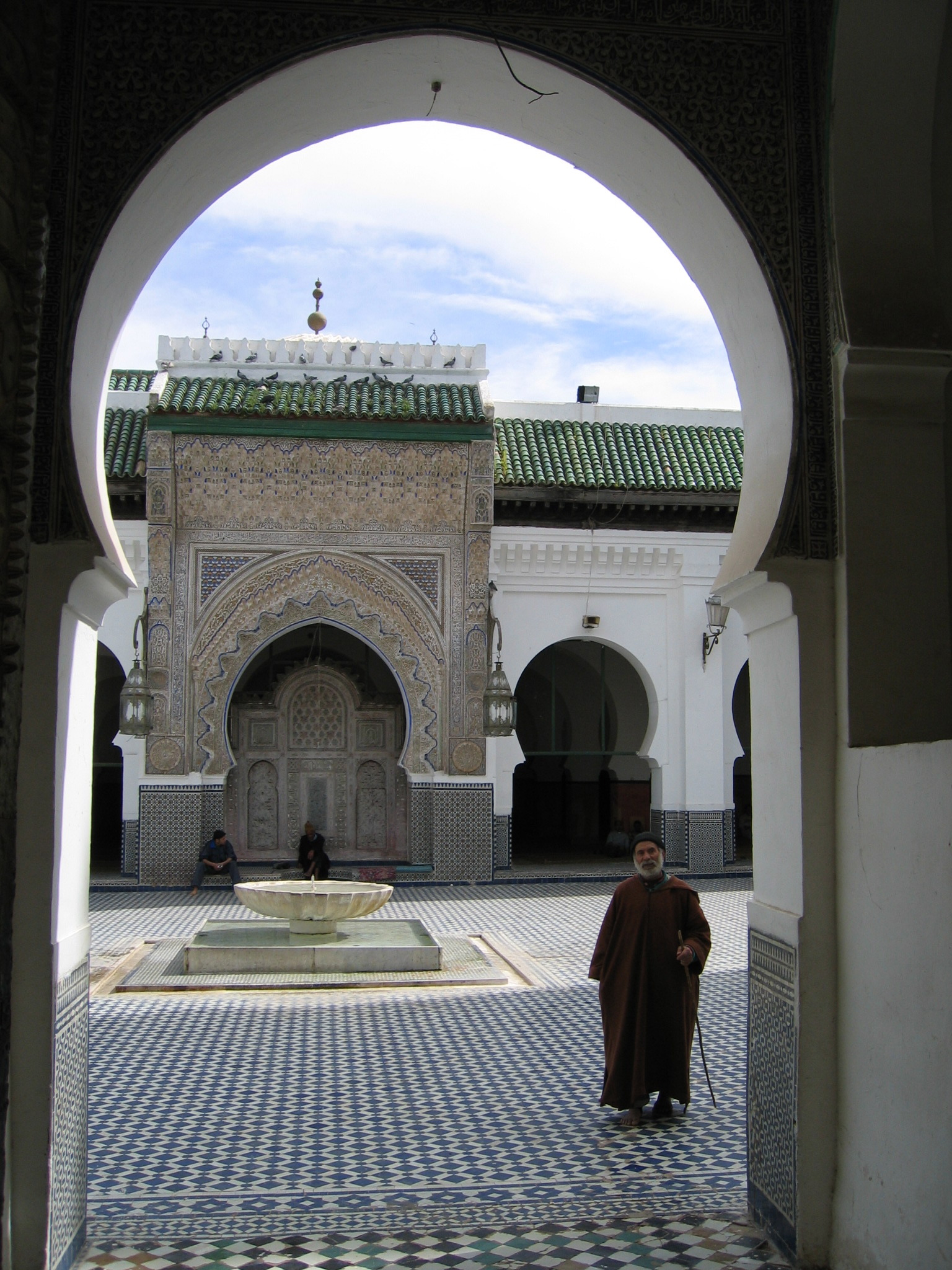
أحد بوابات مسجد القرويين

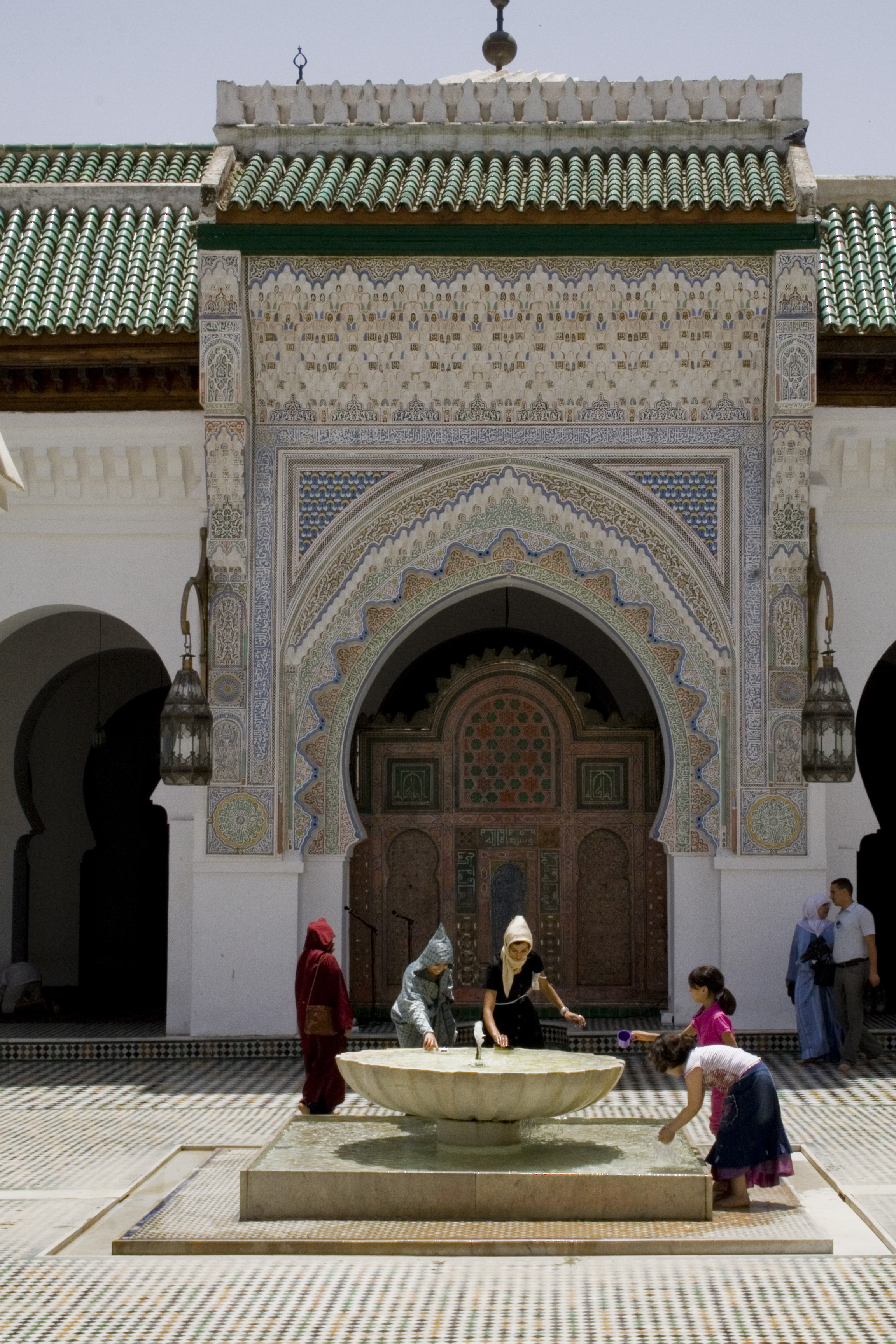
نظرة داخل صحن مسجد القرويين، تظهر النافورة والمدخل المركزي لقاعة الصلاة

توجد بفاس معالم أثرية تدل على حضارتها عبر العصور الإسلامية، ومن أهم ما بقي من هذه الآثار السور وبواباته الثمانية والتي تم تشييدها بطريقة التربة المدكوكة (باب محروق، باب الدكاكين، باب المكينة، باب أبي الجنود، باب الفتوح، باب البرجة، باب السمارين، باب جبالة، باب الكيسة، باب سيدي بوجيدة، باب الخوخة، باب زيات، باب السنسلة باب الحديد) بأقواسها الرائعة والنقوش والتخريم البارز فوقها والتي ترجع إلى عهد المرينين. وقد تجدد بعضها في العصور التالية ولكنها ظلت محتفظة بطابعها.
وفي داخل الأسوار تميزت المدينة بوجود عشرة آلاف بناية أصلية، وسبعين كيلومترا من القنوات المتدفقة من مياه الوادي والعيون، وبها أربعة آلاف نافورة وسقاية. تميز المدينة قصورها التي شيٌدها المرينيون على التلال التي تطل على فاس من جهة الشمال، وكذلك المنازل القديمة المكونة من طابقين حولها أفنية ضيقة، كسيت بحشوات من الفسيفساء الخزفية، والأبواب المزخرفة بزخارف جصية محفورة، وتحاط بعض المنازل بالحدائق والبساتين.
لقد تم تصنيف، مدينة فاس العاصمة العلمية، كرابع أفضل وجهة للسياحة الثقافية لعام 2024، لاحتوائها على معالم تاريخة تستقطب عددا كبيرا من السياح الأجانب، حسب تقرير صادر عن موقع "تريب أدفايزر".

### المستشفيات
تعددت بفاس المستشفيات وكثرت. وكانت هذه المستشفيات غنية جداً إلا أنه في أيام حرب سعيد عندما كان السلطان في أشد الحاجة إلى المال أشاروا عليه ببيع إيراداتها وأملاكها، وبقيت المستشفيات فقيرة محرومة تقريبا من وسائل العمل. وكان بالقرب من سوق العطارين وسوق الحناء مكان يقيم به المرضى بأمراض عقلية، وكان بناؤه قديما يرجع تأسيسه إلى عهد سلاطين بني مرين، حيث بنى أبو يعقوب يوسف بن يعقوب هذا المارستان لما تولى الملك سنة 685 هـ/1286 م، وعهد بإدارته إلى أشهر الأطباء وخصص له الأوقاف الكثيرة من العقار للصرف عليه، ولما عظم أمر المارستان واتسعت أعماله أدخل عليه السلطان أبو عنان زيادات عظيمة. وفي سنة 900 هـ / 1495 م لما أقام أهل الأندلس من المسلمين في فاس تولى رئاسة هذا المارستان طبيب من بني الأحمر يسمى فرج الخزرجي ولذلك سُمّي بمارستان فرج، فأصلح فيه وجعل الموسيقيين يعزفون أمام المرضى.

### المساجد
انتشرت بفاس العديد من المساجد إلا أن أشهرها على الإطلاق هو جامع القرويين الذي أسس في 857 م حيث كانت مساحته صغيرة ثم هُدم وقام بتشييده علي بن يوسف المرابطي وزاد في مساحته زيادة كبيرة، وقام بزخرفته صناع أندلسيون، وقد بنى مئذنته الخليفة الأموي عبد الرحمن الناصر على نفقته الخاصة. وما زال مسجد القرويين يحتفظ بمنبره المصنوع من الخشب المحفور والمطعم. وقد زوِّد هذا المسجد بثريا فخمة وحجرة للوضوء. ومن أجمل الآثار الباقية جامع الأندلسيين وهو من التحف الخالدة حيث تميز بسقف المصلى، وهو أثر فني خالد بجمال نقوشه وفسيفساء نوافذه الزجاجية التي تجتمع في رسومها ألوان شتى كما تميزه نجفته النحاسية المدلاة من السقف وجمال تخريمها. وقد أعيد بناؤه في عهد محمد الناصر.
كما يوجد أيضا العديد من المساجد مثل مسجد الحمراء، ومسجد الرصيف وغيرها من المساجد المنتشرة في أنحاء المدينة.

### الزوايا
لقد انتشر العديد من الزوايا في كل المساجد ومنها مسجد القرويين.

### فاس العاصمة العلمية والروحية

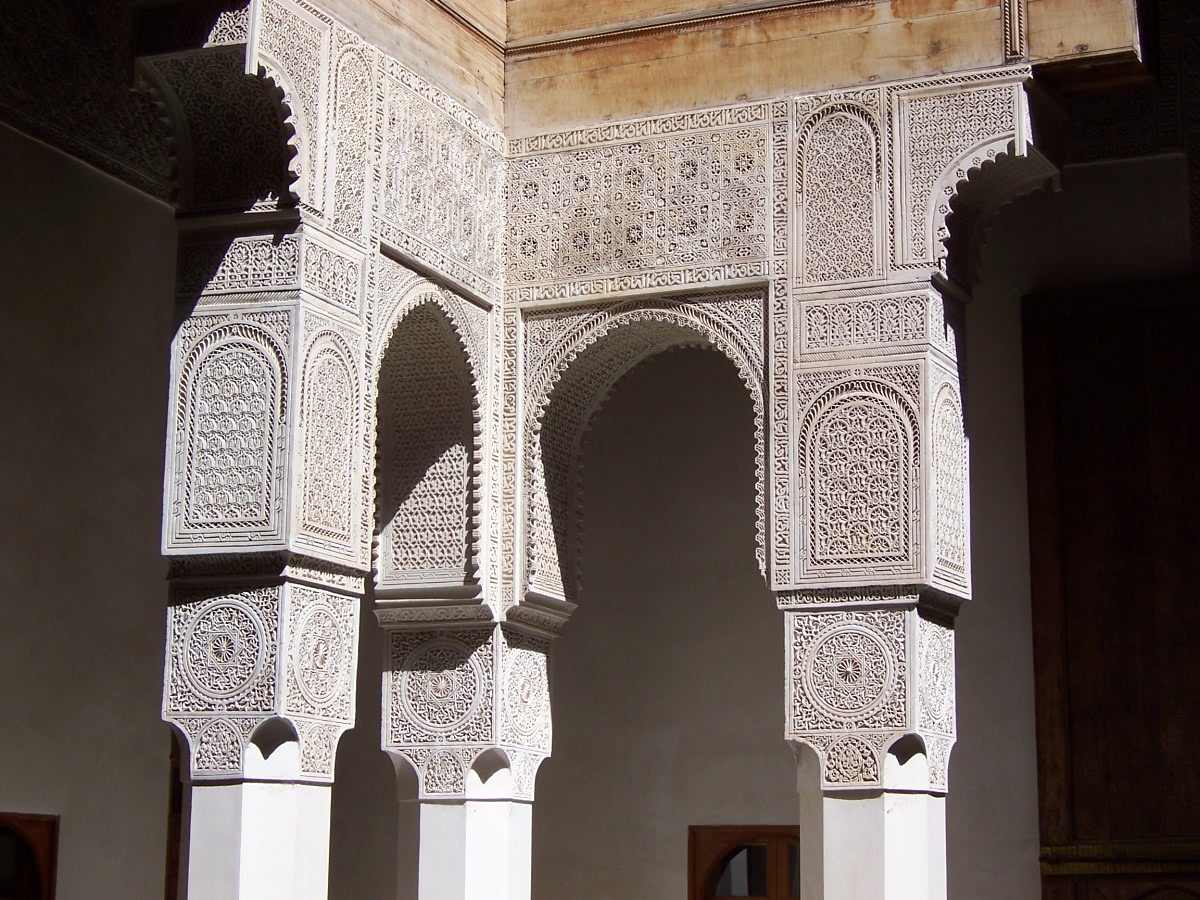
بهو أحد مدارس فاس التاريخية

يوجد في مدينة فاس واحد من أعرق وأقدم المؤسسات العلمية وهو جامع القرويين الذي أسسته السيدة فاطمة بنت محمد الفهري عام 245 هـ / 859 م بعد تأسيس المدينة بمدة واحد وخمسين عاما. وقد بقي الجامع والجامعة العلمية الملحقة به مركزا للنشاط الفكري والثقافي والديني قرابة الألف سنة. وبعد أن وسعه أبو يوسف يعقوب المريني صار الجامع يستوعب (22) ألف مصلّ. كما صار يدخل إليه من (17) بابا منها بابان لدخول النساء، وكان هذا الجامع الفريد في بنائه وهندسته يضاء في عصوره الأولى بـ (509) مصباحا قائما فوق قواعد قد يزيد وزنها على (700) كيلوجراما. وتعتبر جامعة القرويين في العصر الحديث ثاني أقدم جامعة ثقافية في العالم بعد جامع الزيتونة بتونس (116 هـ 736 م) حيث تخرّج منها بعض علماء الغرب، وفيها تعلم جربرت دي لوفرينه الثاني الذي أصبح فيما بعد سلفستر الثاني. وفيها تعلم (الصفر العربي) في علم الحساب وهو الذي نشر ذلك في أوروبا.

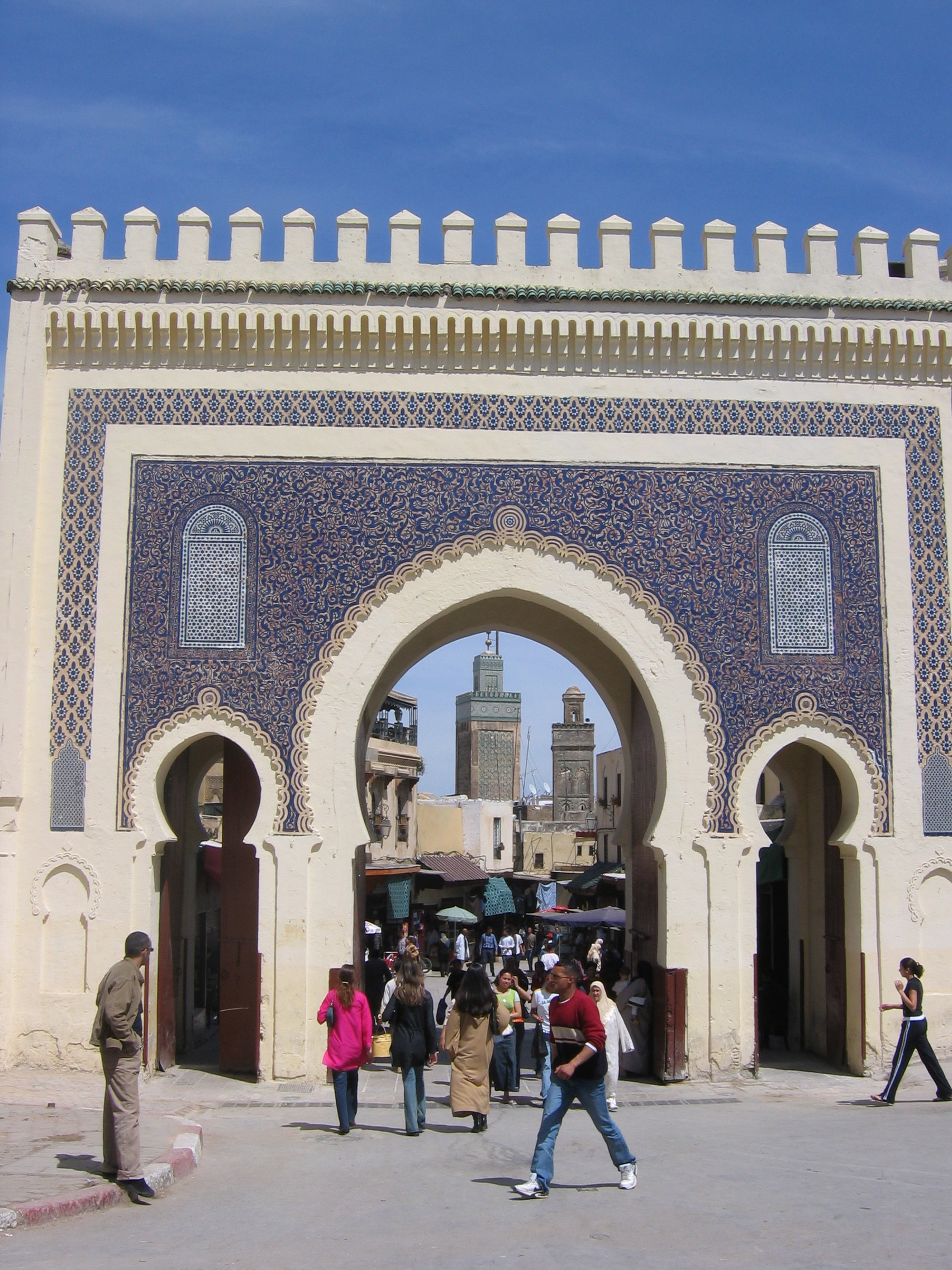
إحدى بوابات المدينة التاريخية

كما درس في جامع القرويين أيضا ابن الشيخ الفيلسوف الرئيس موسى بن ميمون اليهودي القرطبي الذي كان من أعظم الأطباء في عصره، والذي غادر الأندلس إلى المشرق وعُيّن طبيبا لصلاح الدين الأيوبي ثم عُيّن مدرسا بالقاهرة. وفضلا عن هذا الجامع فإن فاس كانت تضم (785) مسجدا جميعها أو معظمها كانت مدارس بالضبط كمساجد البصرة والكوفة تدرس فيها علوم الدين وعلوم اللغة والتاريخ وغير ذلك من العلوم. ولعل من أكبر مدارس فاس مدرسة السلطان أبو عنان المريني التي أسسها عام 756 هـ / 1355 م، وكان قد ألحق بها مسجدٌ للصلاة يتحلى بمنارة «مئذنة» لا مثيل لها في الجمال والأناقة.

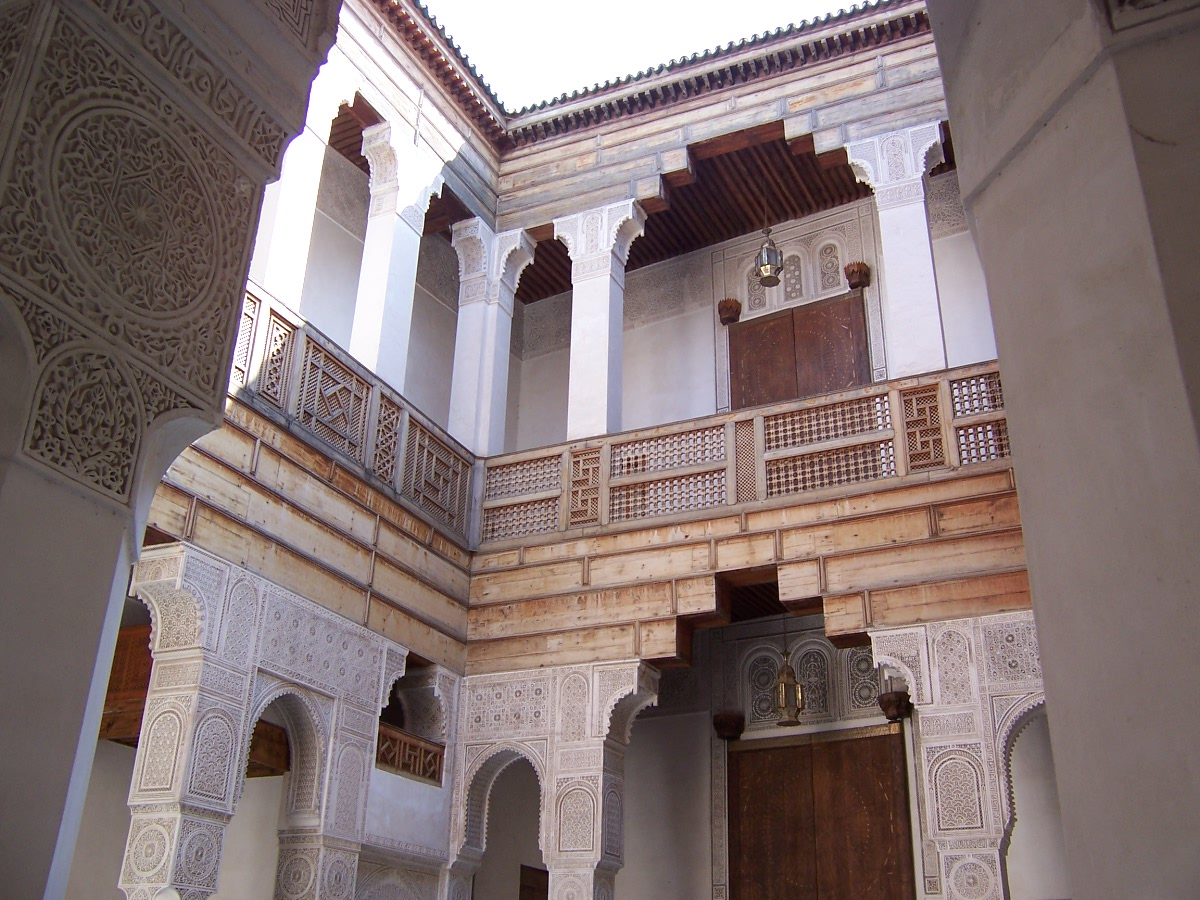
مدرسة ابن يوسف

وتميزت فاس بمدارسها التي بنيت حول جامع القرويين وانتشرت في أنحاء المدينة خصوصا في القرن الثامن الهجري / الرابع عشر الميلادي على يد العديد من الأمراء، وقد زينت هذه المدارس بذوق فني رفيع ومتنوع وهي تشكل واحدة من أروع التشكيلات الزخرفية في مدينة فاس. ويأتي في مقدمة هذه المدارس مدرسة فاس، والمدرسة المصباحية التي أسسها أبو الحسن سنة 743 هـ / 1343 م، والمدرسة التي أسسها أبو عنان وهي المدرسة الوحيدة المزودة بمنبر ومئذنة، وغيرها كثير من المدارس. أما أقدم مدارس فاس فهي مدرسة الصفارين التي أمر ببنائها أبو يوسف المريني عام 678 هـ / 1280 م وزوٌدها بمكتبة ثرية وقد نقلت فيما بعد إلى جامعة مسجد القرويين.
 وتعد مدرسة العطارين أصغر مدرسة في زمانها ولكنها كانت من حيث الهندسة المعمارية من أجملها وأبهاها وكانت تقع عند طرف سوق العطارين ومؤسسها هو السلطان أبو سيد. وكانت هذه المدارس تدرس فيها العلوم الابتدائية بدءا من القرآن والكتابة والقراءة إلى مبادئ الحساب وغيرها ثم يلتحق بعدها الطلاب بالجامعة. وكانت مدة الدراسة في جامعة القرويين تستغرق بين خمسة أعوام و 15 عاماً، وكان الطلاب يختارون بمحض إرادتهم أساتذتهم؛ كل أستاذ حسب اختصاصه في مادة أو أكثر فيجلسون في حلقات حول الأستاذ الذي كان يستند بظهره إلى سارية من سواري المسجد.
وكان كل من السلطان أبي الحسن والسلطان أبي عنان يهتمان بتثقيف الناشئة والأساتذة ويرعيان شؤون المسلمين رعاية بالغة وقد أعطيا كل اهتمامهما إلى تدريس القرآن الكريم والحديث وعلوم اللغة. ولقد اشتهر من فاس جماعة من أهل العلم منهم أبو عمران الفاسي فقيه أهل القيروان في وقته. وأبو العباس أحمد بن محمد بن عثمان الشهير بابن البناء وهو أشهر رياضي في عصره، وأبو بكر محمد بن يحيى بن الصائغ الشهير بابن باجة، وكان ممن نبغوا في علوم كثيرة منها اللغة العربية والطب وقد هاجر من الأندلس وتوفي بفاس. ومن العلماء الذين أقاموا بفاس ودرسوا بجامعتها ابن خلدون المؤرخ ومؤسس علم الاجتماع، ولسان الدين بن الخطيب، وابن العربي الحكيم وابن مرزوق.

### ثقافة
لم يكن اختيار مدينة «فاس» عاصمة للثقافة الإسلامية عشوائيًا؛ فهي مدينة تعيش تحركًا ثقافيًا متميزًا على مدار السنة يتجسد في مهرجانات واحتفالات دينية وأنشطة مختلفة ومتنوعة تتلون بشتى ألوان الإبداع.
صنفت مدينة فاس كثراث إنساني عالمي منذ سنة 1981، حيث أصبحت مقصدا وفضاء لعقد عدد من التظاهرات الدولية والوطنية في هذا المجال، وندكر منها المؤتمر الدولي لمدن الثراث العالمي سنة 1993، والمؤتمر العربي للمدن التاريخية العربية الإسلامية.
وقد صنفت مدينة فاس ضمن قائمة أفضل عشر مدن سياحية في إفريقيا والشرق الأوسط لعام 2025، بحسب تصنيف جديد نشرته مجلة «Travel + Leisure» الأمريكية، بناء على تقييمات قرائها الذين شاركوا تجاربهم السياحية في مختلف أنحاء العالم.

## اتفاقيات التعاون والتوأمة
| التاريخ        | الدولة         | المدينة     |
| -------------- | -------------- | ----------- |
| 8 مارس 1963    | إيطاليا        | فلورنسا     |
| 22 يناير 1965  | تونس           | القيروان    |
| 16 ديسمبر 1979 | السنغال        | سان لوي     |
| 7 مايو 1982    | فلسطين         | القدس       |
| 29 نوفمبر 1988 | البرتغال       | قلمرية      |
| 11 يوليو 1989  | الجزائر        | تلمسان      |
| 18 أغسطس 1990  | إسبانيا        | قرطبة       |
| 12 مارس 1990   | موريتانيا      | شنقيط       |
| 8 مايو 1993    | كولومبيا       | قرطاجنة     |
| 8 أغسطس 1995   | تركيا          | إزمير       |
| 22 أكتوبر 1997 | مالي           | دجيني       |
| 21 فبراير 2003 | كوريا الجنوبية | سووان       |
| 14 يونيو 2003  | فرنسا          | مونبيلييه   |
| 2005           | بوركينا فاسو   | بوبوديولاسو |
| 2006           | المغرب         | مكناس       |

| التاريخ       | الدولة  | المدينة   |
| ------------- | ------- | --------- |
| 9 أبريل 1988  | باكستان | لاهور     |
| 9 ديسمبر 2004 | فرنسا   | ستراسبورغ |
| 1985          | بولندا  | كراكاو    |

## أعلام ومشاهير المدينة
- فاطمة الفهرية (وفاة 880) – مُؤسسة جامعة القرويين
- أحمد البدوي زويتن (ولد خلال القرن الثامن عشر الميلادي) - شاعر صوفي وشيخ طريقة
- فاطمة المرنيسي (ولادة 1940) – مؤلفة وعالمة اجتماع (جامعة الرباط)
- محمد بن الحسن الوزاني (ولادة 17 يناير 1910) – سياسي وصحفي مغربي
- الطاهر بنجلون (ولادة 1944) – مؤلف، مُروض نفسي وحائز على جائزة غونكور
- الأميرة لالة سلمى (ولادة 10 ماي 1978) – زوجة الملك المغربي محمد السادس.

## معرض الصور

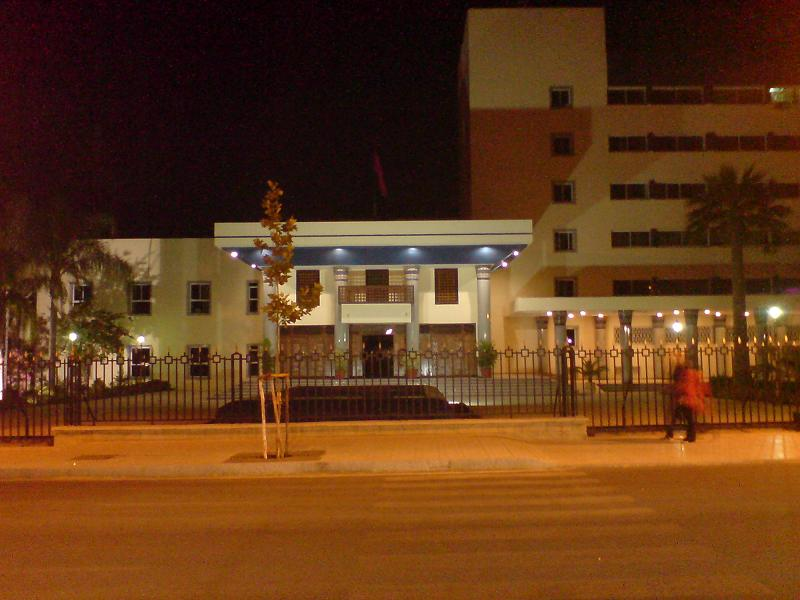
بلدية المدينة الحديثة لفاس
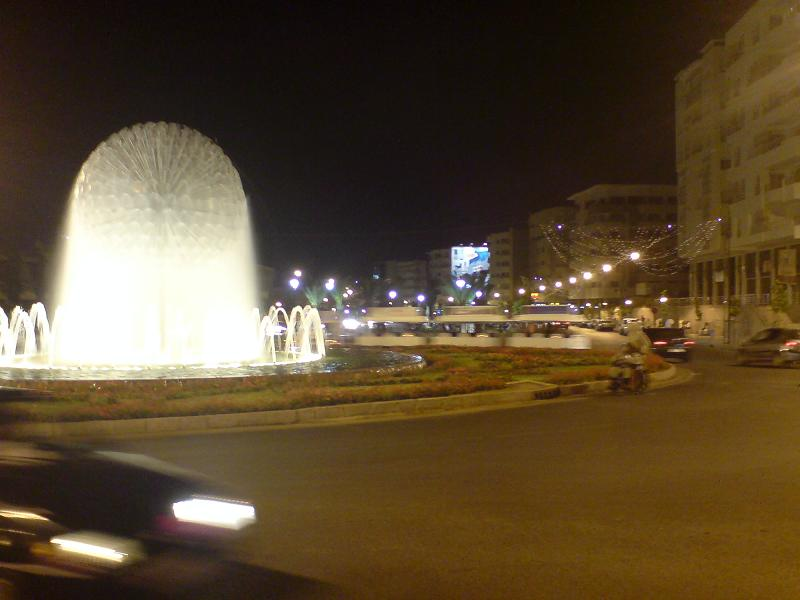
شارع علال بن عبد الله
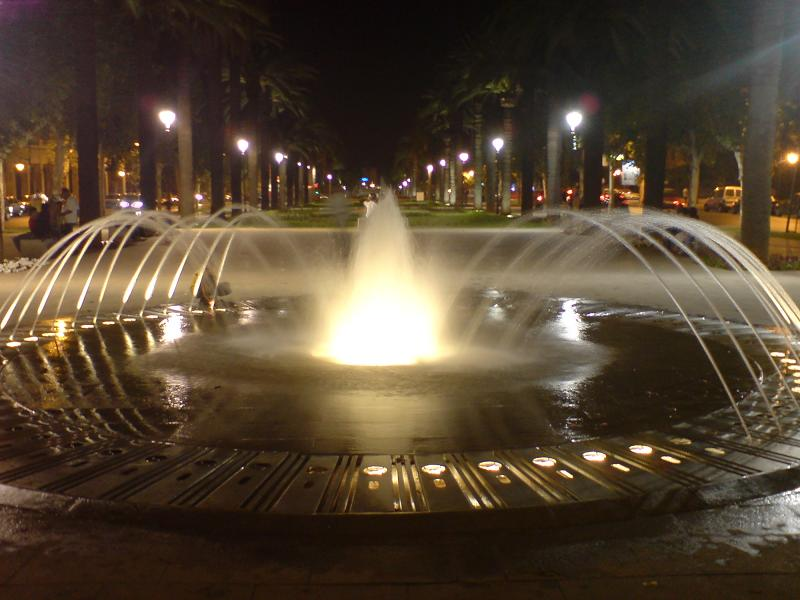
شارع الحسن الثاني
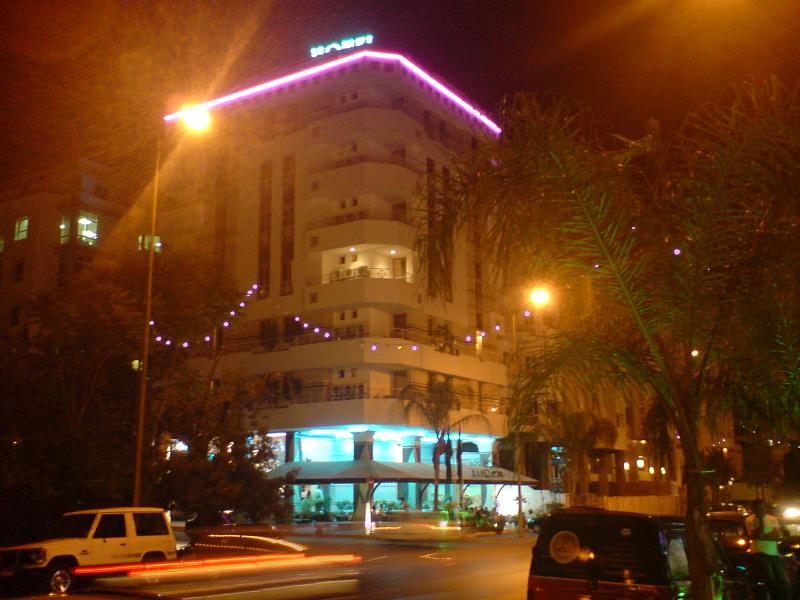
فندق زهرة الجبل
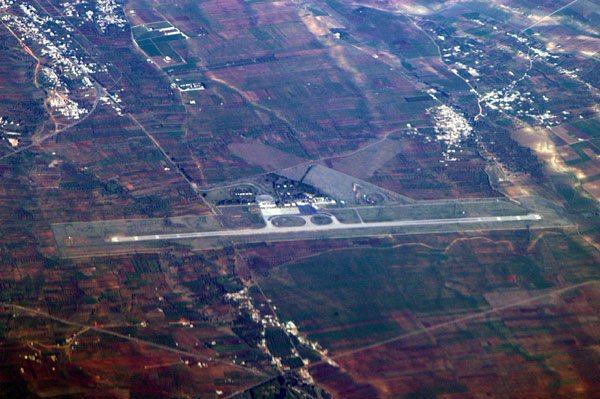
مطار فاس سايس
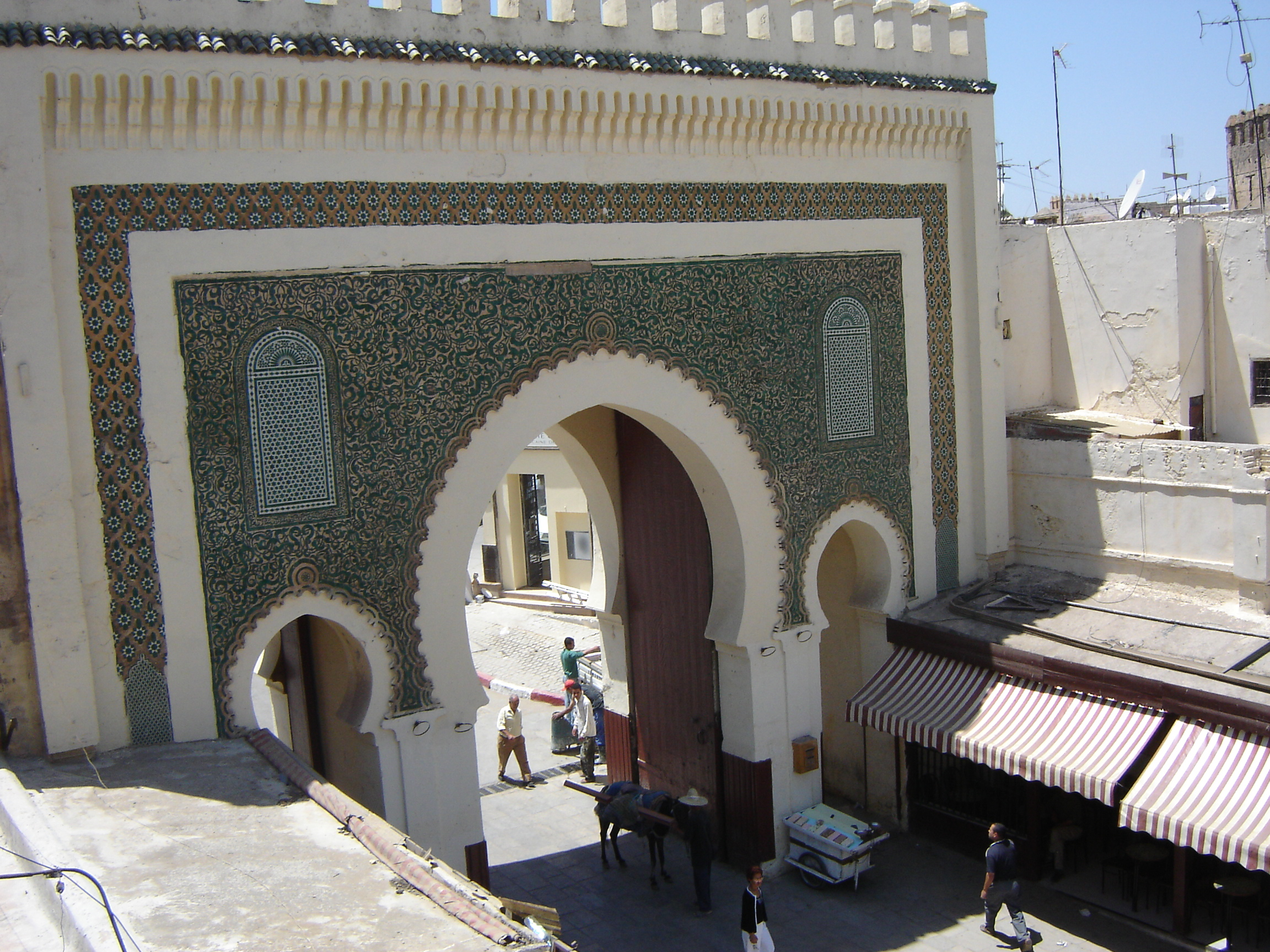
باب أبي الجلود
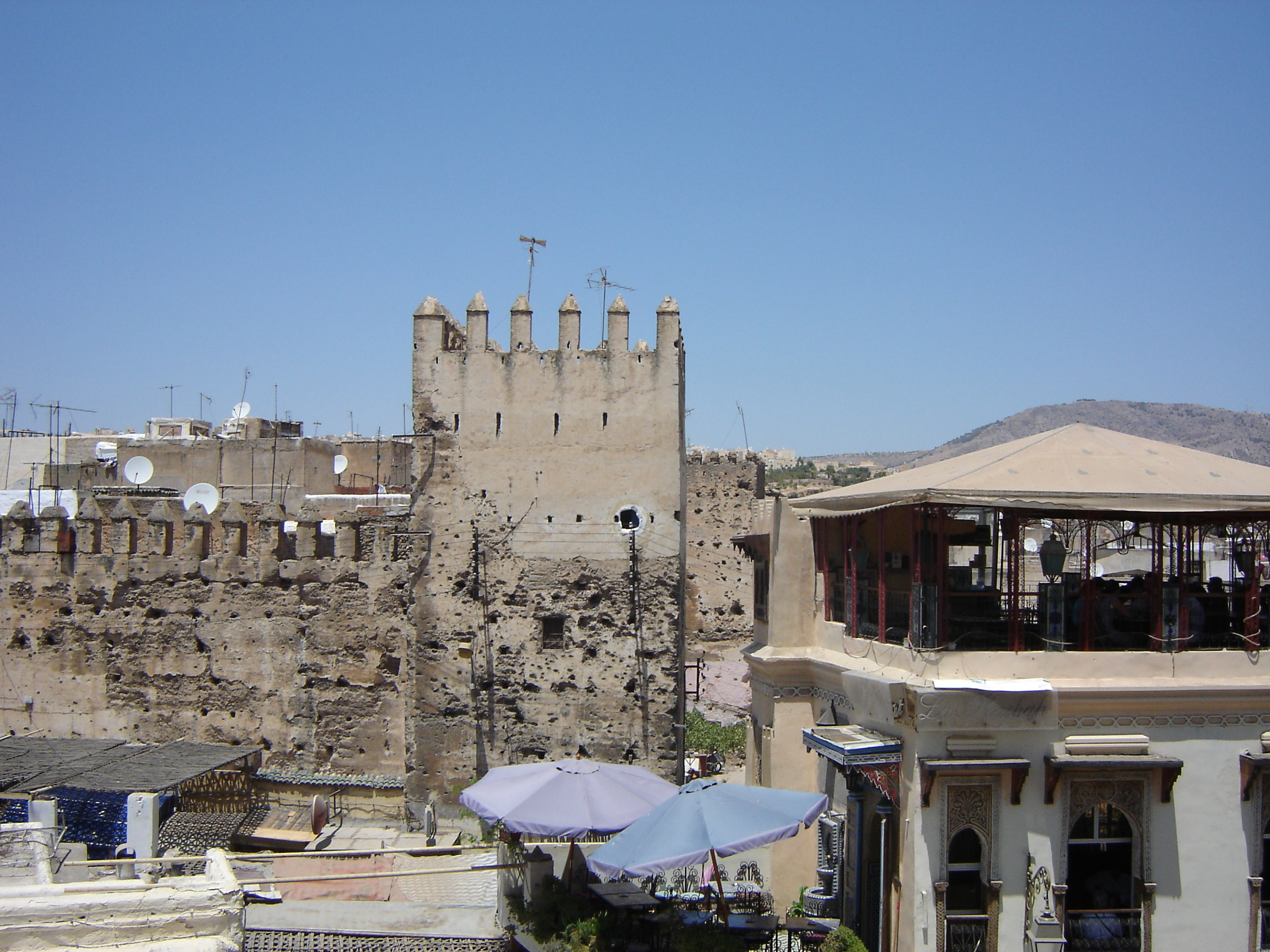
أسوار المدينة القديمة
منظر للمدينة بأحد صومعاتها
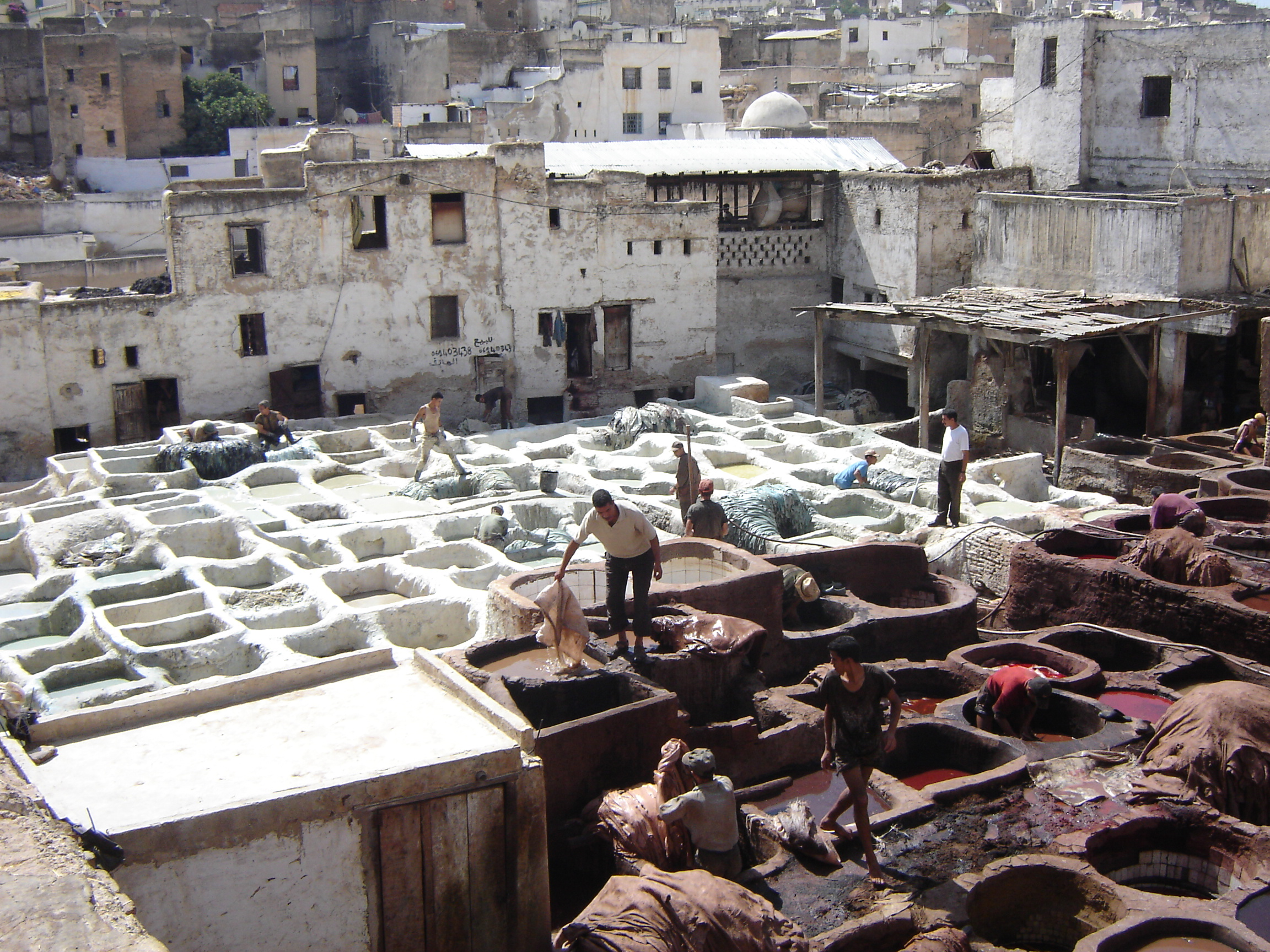
الدباغة التقليدية بفاس
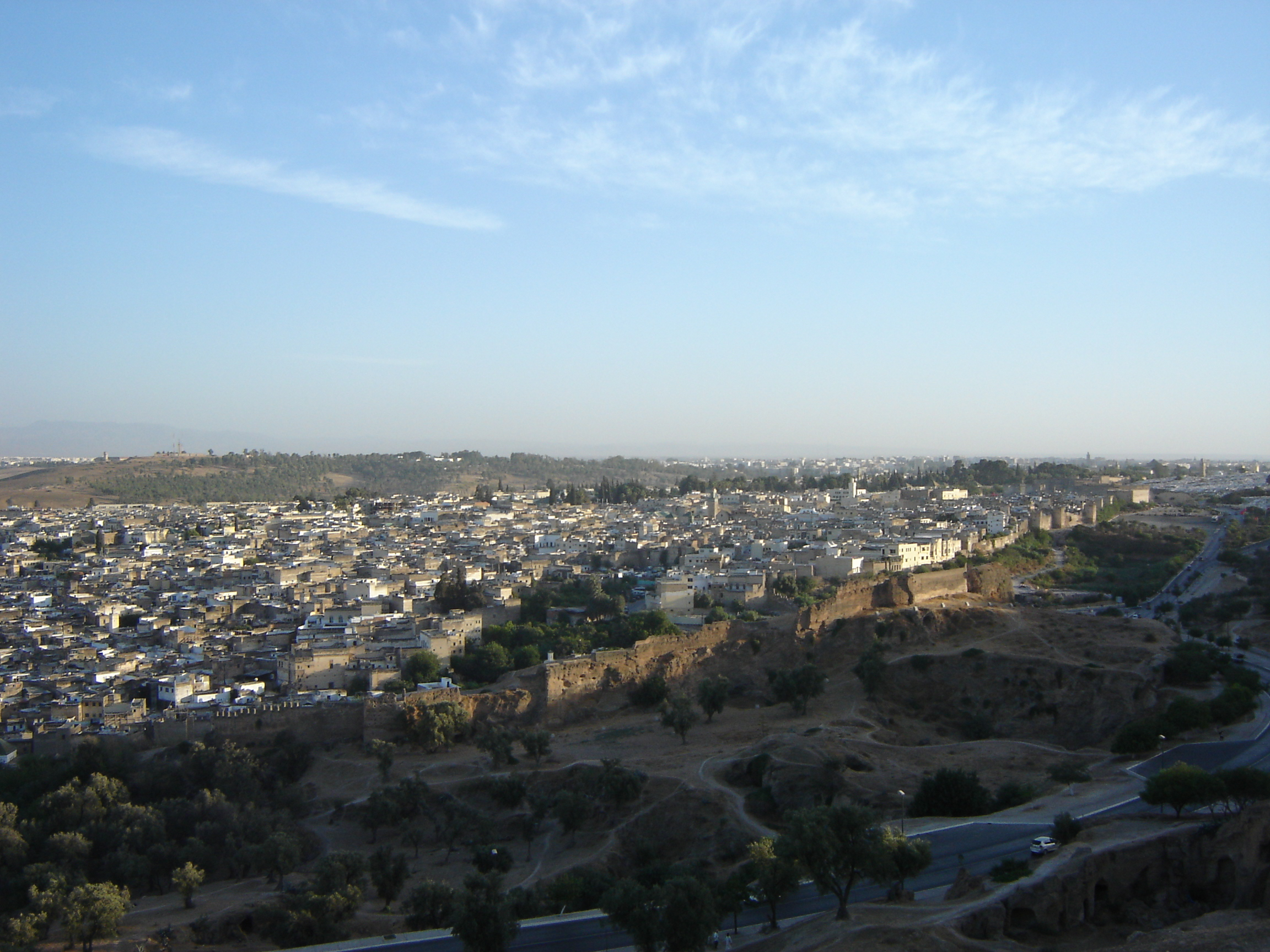
المدينة القديمة
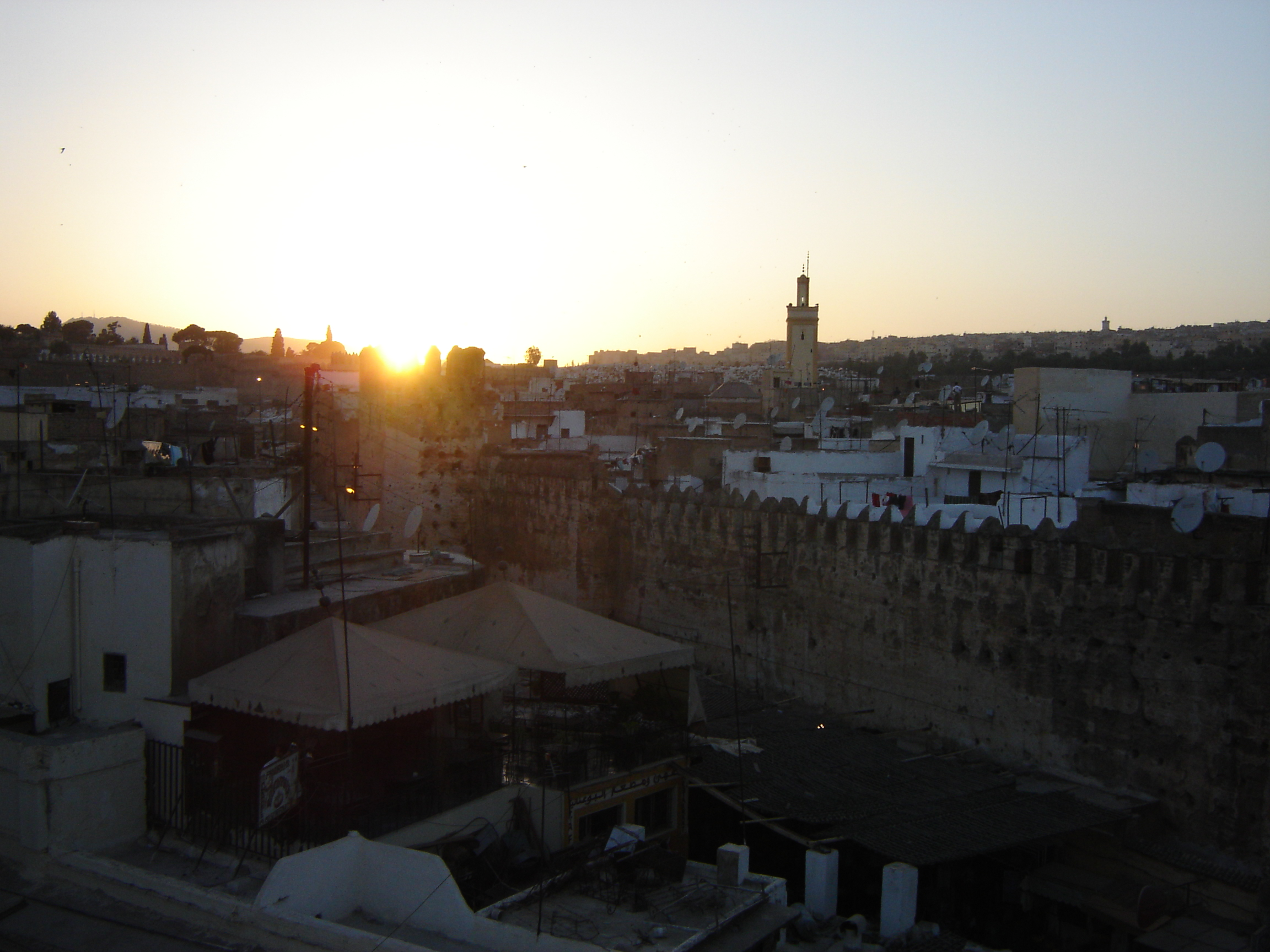
غروب الشمس على المدينة القديمة
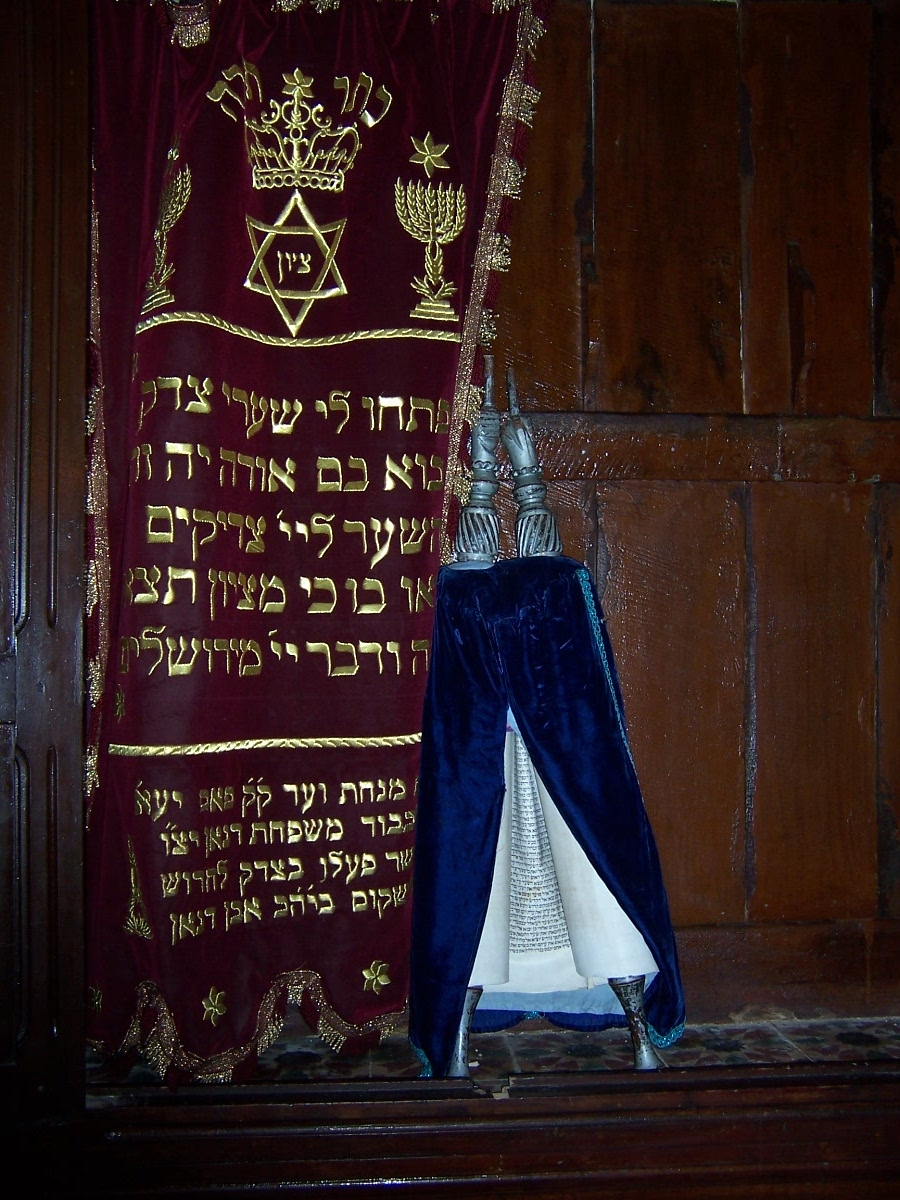
كنيس دنان اليهودي بالمدينة القديمة
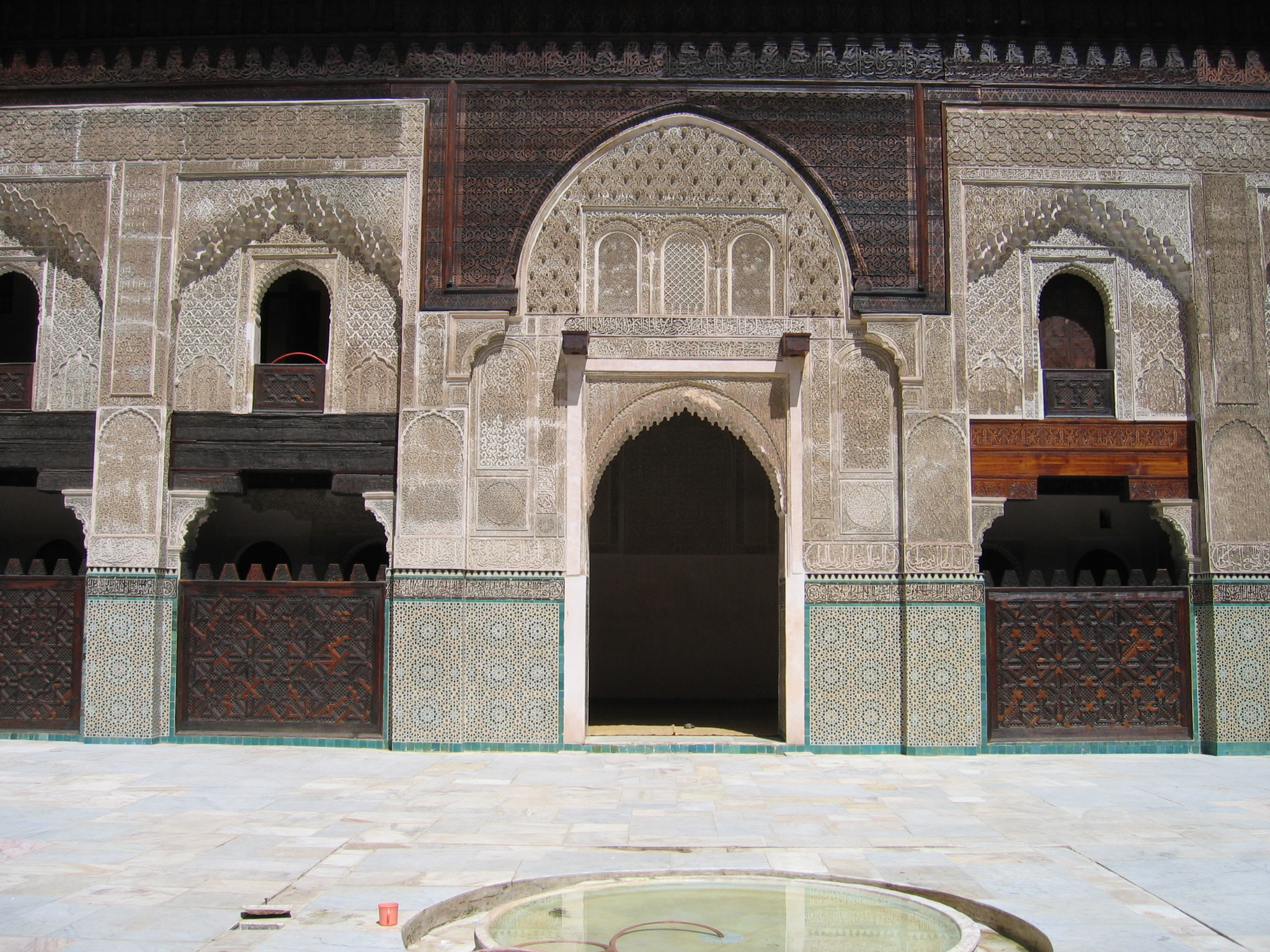
بهو المدرسة البوعنانية، 1357، فاس (المغرب)
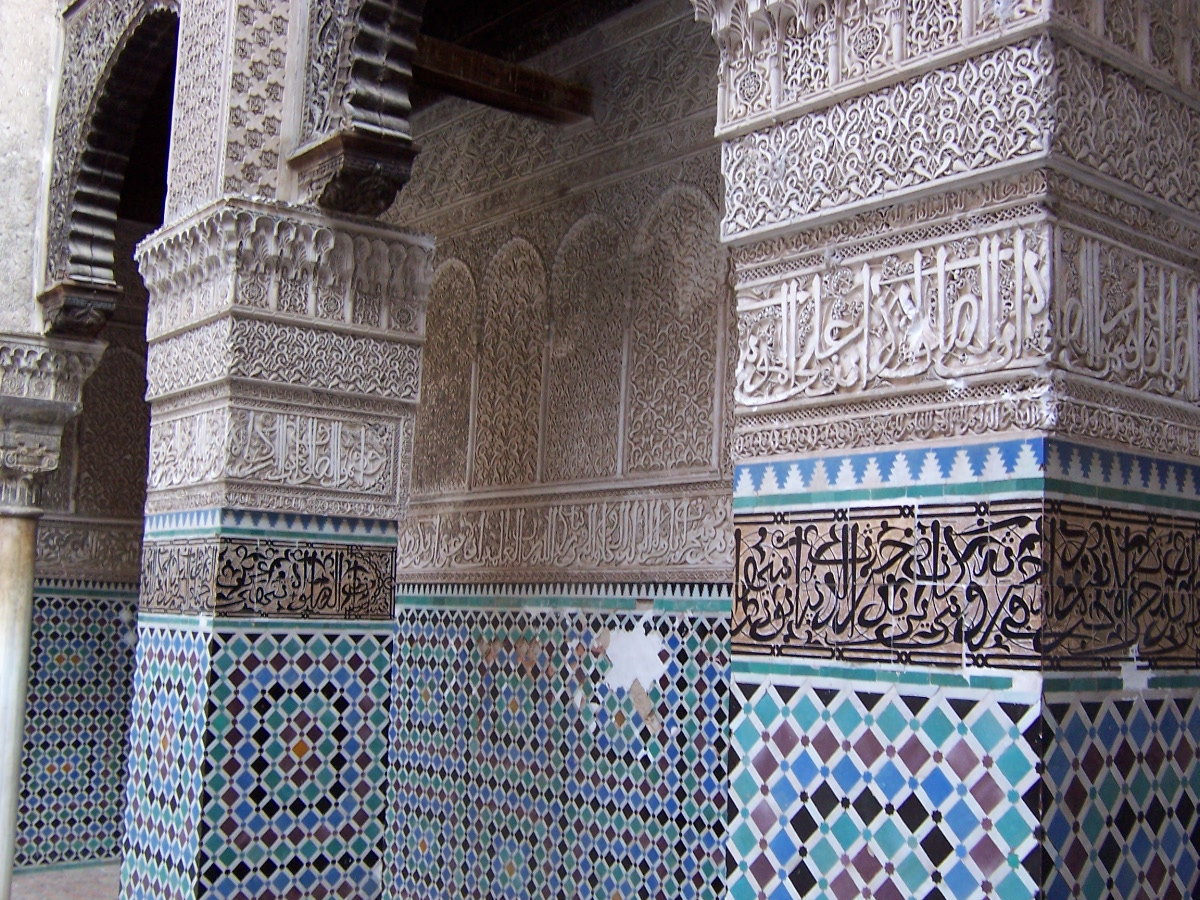
مدرسة العطارين
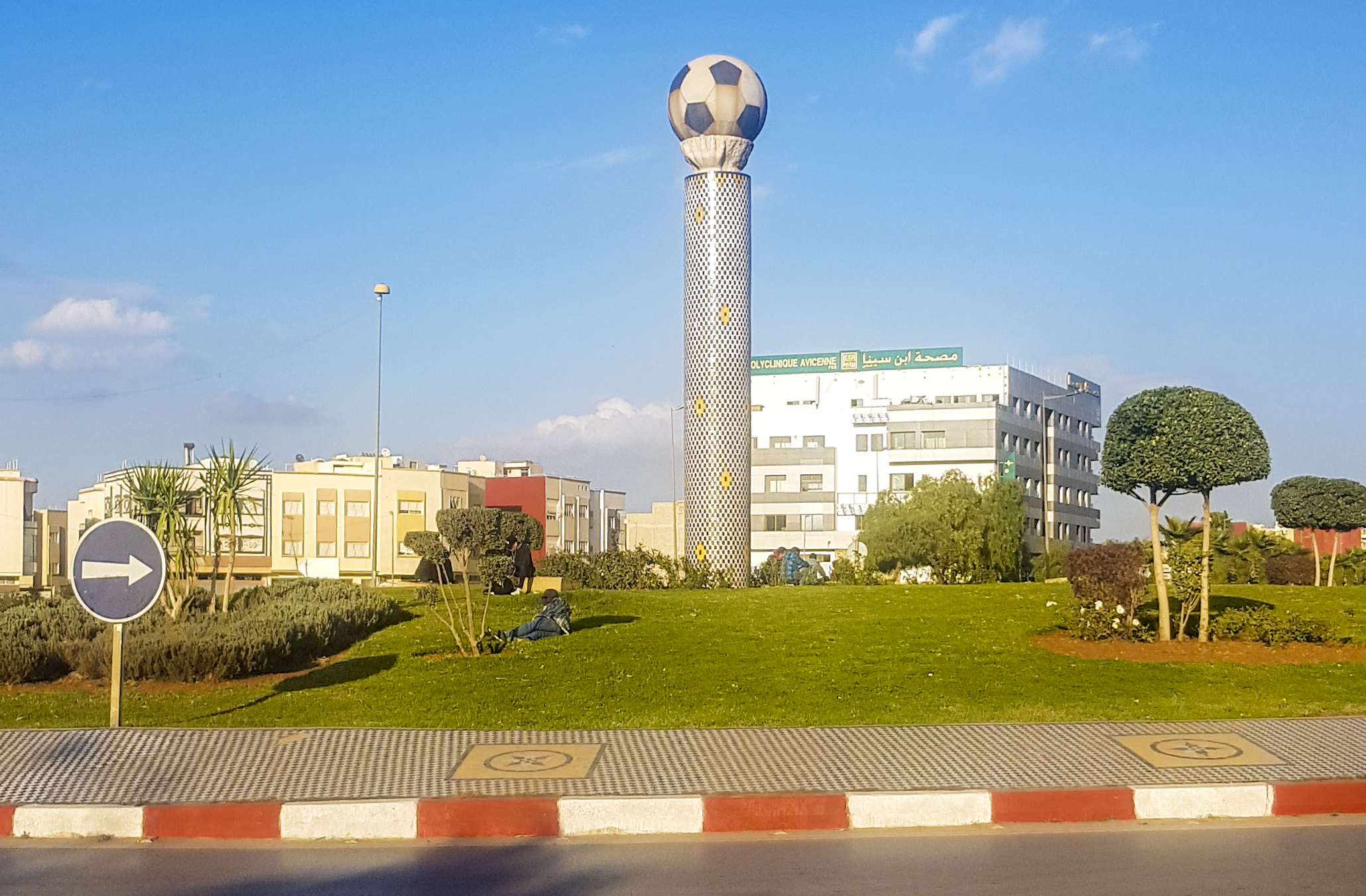
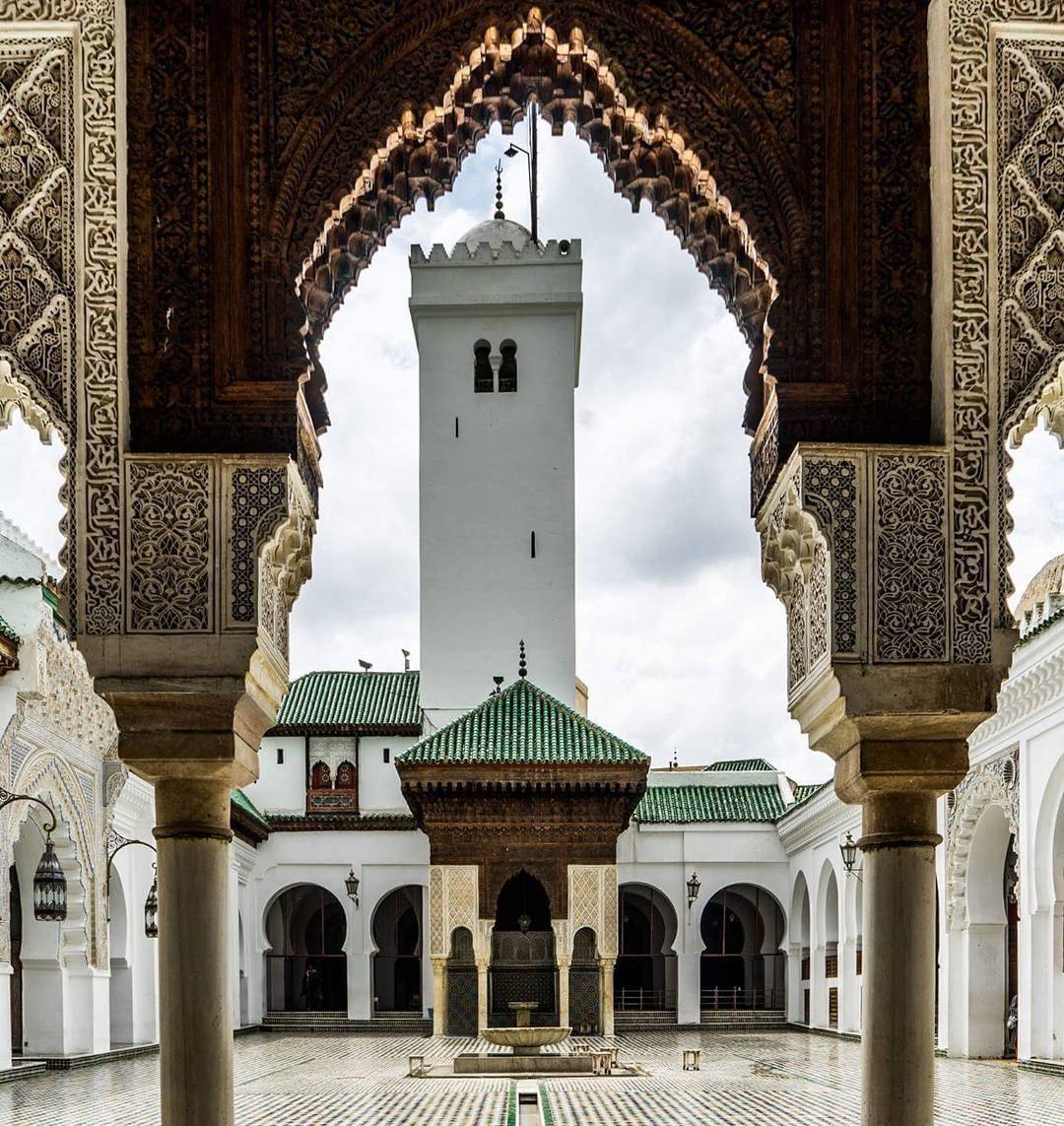
صورة من ساحة جامعة القرويين

## وصلات خارجية
- حالة الطقس في فاس
- فاس على موقع الموسوعة البريطانية (الإنجليزية)